# 威廉·麦金莱
威廉·麦金莱（/məˈkɪnli/；1843年1月29日—1901年9月14日），第25任美国总统。他领导美国在美西战争中击败西班牙，提高关税，保护美国工业，维持金本位制度，反对推行通货膨胀政策。虽然他的总统任期因為刺杀事件的发生而缩短，但是他仍然开创了第四党系，第二个共和党36年間执政28年的时代。
麦金莱是最后一位参与过美国内战的总统，他以列兵军衔参军，以少校军衔退伍。内战后，麦金莱到俄亥俄州坎顿从事法律工作，娶艾达·萨克斯顿为妻。1876年，他当选众议员而进入国会，成为共和党在关税问题上的专家，他保证提高关税会为美国带来繁荣。他在1890年的众议院大选中遭到了惨败，因为他在同年提出的麦金莱关税法案引起了巨大的争议，加上在俄亥俄州议会佔有多数的民主党重新划分了选区，使得形势对他不利。1891年，他当选俄亥俄州州长，上任后在资本家和劳动工人之间保持中立。1896年，麦金莱在顾问马克·汉纳的帮助下，在经济萧条中得到了共和党总统提名。他举行了一次前廊竞选运动，主张推行硬通货政策、高关税政策，并承诺，提高关税会使美国经济再次繁荣。最终，麦金莱击败了民主党总统候选人威廉·詹宁斯·布莱恩，当选总统。
美国经济在麦金莱时期快速增长。1897年，共和党议员纳尔逊·丁利提出了丁利关税法案，法案的目的是保护制造业者与工厂工人免受外国同行的危害。法案得到了麦金莱的全力支持。1900年，他确保国会顺利通过了金本位法案。麦金莱希望西班牙能赋予古巴独立地位，而非镇压当地的叛乱。美西谈判失败后，他向西班牙发动了美西战争。美国很快在战争中取得了决定性胜利。西班牙在和谈后交出了波多黎各、關島与菲律宾等主要海外殖民地。美国虽然承诺会赋予古巴独立地位，但是古巴仍然由美军控制了一段时间。1898年，美国又吞并了独立的夏威夷共和国，使夏威夷从此成为美国的领土。
麦金莱在1900年大选中，通过以无政府主义、经济繁荣与自由铸银为重点的竞选运动，取得了民众支持，再次击败布莱恩，連任美國總統。1901年，被名叫里昂·佐克茲的无政府主义者刺杀身亡，副总统西奥多·罗斯福顶替了他总统的位置。历史学家认为，他参加的第一场总统选举，即1896年美國大选，是一场政党重组的选举，标志着内战后的第三政党系统让位予进步时代的第四政党系统。麦金莱在美国总统历史排名居中。

## 早年

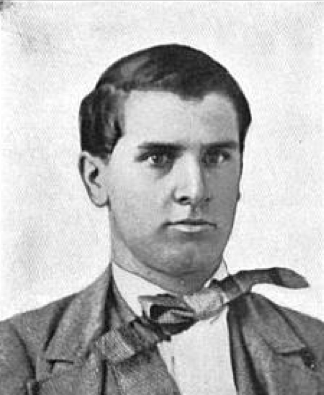
15岁的威廉·麦金莱

小威廉·麦金莱，1843年1月29日生于俄亥俄州奈尔斯，父母是老威廉·麦金莱和南希·阿里森·麦金莱（Nancy Allison McKinley），在家中排行第七。他的祖先是英格兰裔与蘇格蘭-愛爾蘭裔，在18世纪移民到宾夕法尼亚西部。老麦金莱就是在宾夕法尼亚州默瑟縣出生的。老麦金莱在儿时随家人迁居俄亥俄州新里斯本（New Lisbon）。1829年，他在新里斯本遇到了南希·阿里森，并于同年娶她为妻。阿里森的祖先也是英国人，是第一批移民到賓夕法尼亞州的人。两人的家族都经营制铁工厂。老麦金莱在新里斯本、奈尔斯、波兰（Poland）与坎顿等地都有铸造厂。
与康乃狄克西儲地的其他居民一样，麦金莱一家都是辉格主义、废奴主义支持者。在宗教方面，麦金莱一家都是虔诚的循道宗信徒，小麦金莱在十六岁开始，就积极参与当地教会的活动。他终生都是虔诚的循道宗信徒。1852年，麦金莱一家由奈尔斯迁往波兰，因为波兰的学校质素更高。1859年，麦金莱中学毕业，次年入读位于宾夕法尼亚州米德维尔（Meadville）的阿拉格尼学院（Allegheny College）。他在学院读了一年书后，就因为健康恶劣、精神衰弱的原因回到了家中。麦金莱康复后，因为家境衰落的缘故，没有回到学院，而是到邮政局当职员，到学校当教员。

## 参加内战

### 前期经历

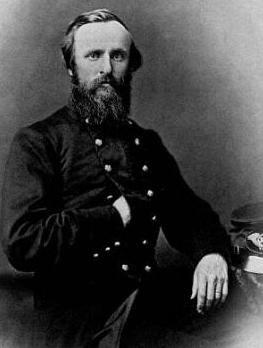
麦金莱的良师益友拉瑟福德·B·海斯。

南部各州脱离联邦，美国内战开始后，俄亥俄州的男子纷纷自愿入伍。麦金莱和他的亲戚，威廉·麦金莱·奥斯本（William McKinley Osbourne）也在其中。奥斯本在1861年7月以列兵军衔加入了刚刚组成的波兰卫队。刚刚参军的役男随即开往了哥伦布，与其他小部队汇合，组成俄亥俄州第23步兵团（23rd Ohio Infantry）。令人不快的是，他们与先前的自愿步兵团不同，不能选择自己的长官。州长威廉·丹尼森（William Dennison）任命拉瑟福德·海斯为步兵团的长官。步兵团在哥伦布郊野开始了训练。麦金莱很快适应了军旅生活，写了不少家信，赞扬军队，颂扬联邦。因为不满太迟收到军服与武器，士兵再次与军官爆发了冲突。拉瑟福德·海斯说服了士兵，让他们接受政府发放的装备。麦金莱对海斯与士兵打交道的方法印象深刻，开始与海斯交往，建立了一段终生的友谊。
步兵团接受了一个月的训练后，在新长官伊莱基姆·P·斯卡蒙（Eliakim P. Scammon）上校带领下，开往西弗吉尼亚州，编入卡诺瓦师（Kanawha Division）。麦金莱一开始觉得长官对下属太过严格，但当他真正走上战场的时候，就开始感谢长官对他们的严格训练了。他们参与的第一场战役是1861年9月在西弗吉尼亚州进行的卡尼菲克斯渡口战役（Battle of Carnifex Ferry）。战役结束后，麦金莱获任为旅军需处职员。11月，步兵团在费耶特维尔（Fayetteville）建立了冬季营地。麦金莱在整个冬季里，都在代替一名患病的代理中士履行职责。次年4月，他获晋升为中士。步兵团在海斯的指挥下（斯卡蒙已经是旅的长官），在春季继续前进，只进行了几场小型的战斗。
同年9月，也就是1862年9月，麦金莱所属的步兵团被派去东部参加第二次奔牛战役（Second Battle of Bull Run）支援约翰·波普（John Pope）将军的弗吉尼亚军团。步兵团在穿过华盛顿哥伦比亚特区的时候发生了意外，以至于未能及时赶到战场，不过，他们加入了波托马克军团，急速北上，阻止罗伯特·E·李的北弗吉尼亚军团入侵马里兰州。第23步兵团是第一个在9月14日的南山战役遇敌的步兵团。联邦军以两千多人伤亡为代价，击退了联盟军，继续前进到马里兰州夏普斯堡（Sharpsburg），在那里与李将军的军团开展了又一场战役，这场战役（安蒂特姆战役）是内战中最血腥的战役之一。第23步兵团也有参与这场战役，而麦金莱作为步兵团成员，也要在战役中冒着枪林弹雨，把补给运到前线，供士兵使用。步兵团承受了不小的伤亡，但是波托马克军团还是取得了胜利，迫使联盟军撤到弗吉尼亚州。战役结束后，步兵团脱离了波托马克军团，乘火车回到了西弗吉尼亚州。

### 后期经历

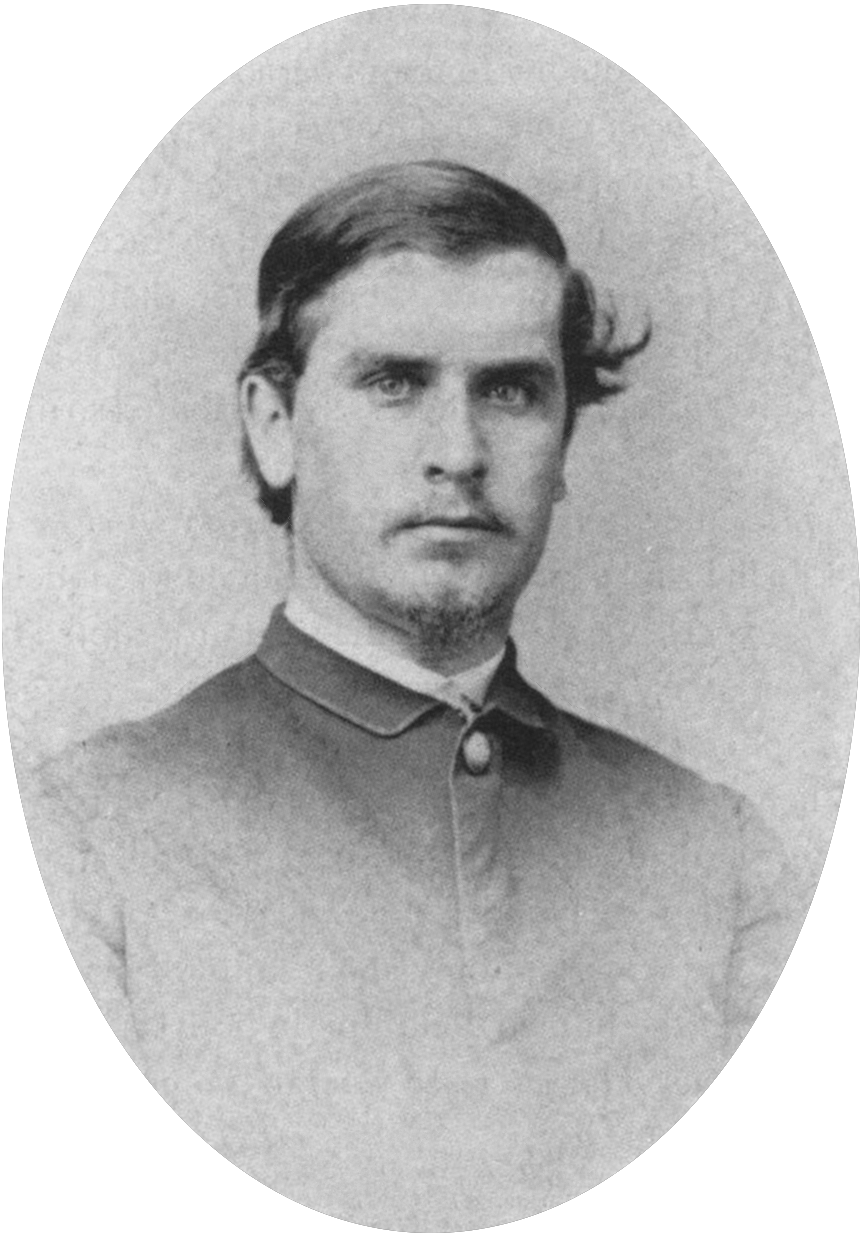
1865年的麦金莱，那时战争刚刚结束。由马修·布雷迪所摄。

入冬后，步兵团在查尔斯顿附近筑营休整。麦金莱和一些中士脱离了步兵团，回到俄亥俄州征募新兵。他与其他人到达俄亥俄州后，因为此前在安蒂特姆战役中表现突出，获州长大卫·托德（David Tod）晋升为少尉。麦金莱回到步兵团后，在次年7月之前都很少参与战斗。7月19日，巴芬顿岛战役（Battle of Buffington Island）爆发，第23步兵团与其他联邦军部队一起，在战役中击败了入侵俄亥俄州，进行突袭活动的联盟军骑兵。1864年初，军方改组了西弗吉尼亚州的军队指挥架构，步兵团因此编入了乔治·克鲁克（George Crook）的西弗吉尼亚军团（Army of West Virginia）。军团继续进攻，开入弗吉尼亚州西南部，摧毁当地的盐矿、铅矿，阻止敌军使用这些资源。5月9日，联邦军又与联盟军开展了克洛伊德山战役（Battle of Cloyd's Mountain）。战役中，步兵团的成员向壕沟中的叛军发起了冲锋，迫使叛军逃离战场。麦金莱后来说，这里的战斗“和其他地方的战斗一样令人绝望”。战役过后，联邦军继续摧毁联盟军的补给来源，还多次击败了敌军小部队。
麦金莱的步兵团离开冬季营地，到雪倫多亞河谷继续作战。克鲁克的军团被编入了大卫·亨特（Daivd Hunter）少将的雪伦多亚军团。他们很快就再次遇到了联盟军，并与之交战。6月11日，他们夺取了弗吉尼亚州列克星敦。此后，他们继续南下林奇堡，还在行军过程中，不断毁坏沿路的铁路。亨特认为林奇堡的驻军兵力强大，所以命令步兵团回到西弗吉尼亚州。就在他们作出另一个行动之前，朱巴尔·厄尔利（Jubal Early）带领叛军突袭了马里兰，迫使他们北上支援。叛军在7月24日的克恩斯镇战役（Battle of Kernstown）中的表现，令麦金莱等人感到震惊。叛军在战役中猛烈射击步兵团和其他联邦军部队，联邦军因此遭到了失败。退入马里兰州之后，军方再次改组了军团的架构：亨特被解除职务，接替他的是菲利普·谢里登少将，而麦金莱则获上级晋升为少校，成为克鲁克将军的参谋。8月，厄尔利退入了河谷之中，而谢里登则带兵紧随其后。聯邦軍在貝里維爾戰役（Battle of Berryville）中，擊退了進攻的聯盟軍。麦金莱胯下的战马也在战役中被流弹击中。然后，他们又在Opequon Creek，击破了敌军的阵线，并继续追逐他们，将他们赶入南方。9月22日，他们在费舍山战役（Battle of Fisher's Hill）中取得了胜利。在10月19日的细得溪战役（Battle of Cedar Creek）中，联邦军再次取得了胜利。麦金莱在战役中，与谢里登将军等人一起鼓舞士兵，扭转了初期的败局。

细得溪战役过后，麦金莱所部停留在当地渡过大选日。麦金莱把第一张（总统选举）选票，投给了当时的共和党总统亚伯拉罕·林肯。次日，部队北上克恩斯镇（Kernstown），筑营过冬。1865年2月，克鲁克在叛军突袭的时候被俘。这件事为联邦军的组织带来了混乱：麦金莱在十五天之内，被调派到四个不同的将军（乔治·克鲁克、约翰·D·史蒂文森、塞缪尔·S·卡莱尔和温菲尔德·S·汉考克）身边担任参谋。他最后被重新派到卡莱尔那里，担任卡莱尔唯一的副官。几天后，李将军向尤利西斯·S·格兰特投降，战争结束。麦金莱在当地加入了共济会分会，然后和卡莱尔一起到华盛顿加入汉考克的第一老兵军。就在战争结束之前，他获军方晋升为名誉少校，这是他的最高军衔。1865年7月，军方解散了整个老兵军，麦金莱与卡莱尔都被解除了职务。卡莱尔与汉考克希望麦金莱能留在军中继续发展，但是麦金莱拒绝了邀请，在次月回到了俄亥俄州。

## 从事法律工作

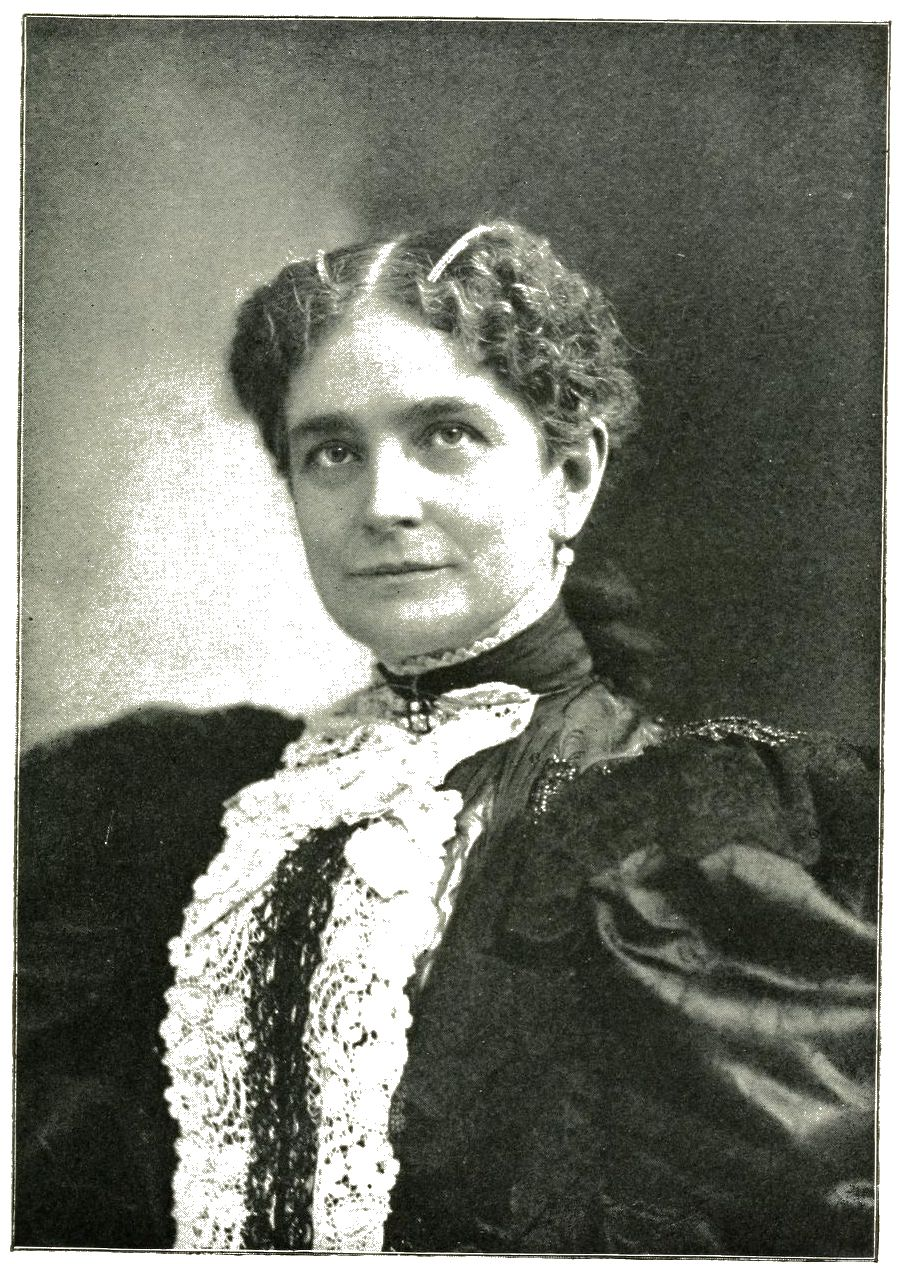
艾达·萨克斯顿·麦金莱

1865年，战争结束后，麦金莱决定在发展法律事业，到波兰的检察长办公室修读法律。次年，他入读位于纽约州的阿尔巴尼法律学院。深造一年后，麦金莱回到俄亥俄州，并在1867年3月取得了律师资格。同年，他搬到斯塔克县坎顿，开设了一间小型的律师楼。在那里，麦金莱很快与乔治·W·贝尔登（George W. Belden）建立了合作关系。贝尔登是一名富有经验的律师，曾经担任法官。律师楼的生意很好，麦金莱很快就在坎顿的干道旁边买了一栋楼。他把这栋楼出租，供他人居住。这栋楼的租金虽然不高，但是稳定。1867年，他在军中结识的好友海斯获共和党提名为州长候选人。麦金莱因此在斯塔克县以他的名义发表了一篇演说，这是他第一次涉足政治。共和党与民主党在斯塔克县勢均力敵，但海斯最终还是赢得了全州的支持，成为州长。1869年，麦金莱出选县检察长（Prosecuting Attorney）。这个职位一向由民主党人担任，但是麦金莱出人意料地胜出，当选为检察长。1871年，他的检察长任期结束，新一届选举开始。麦金莱有意连任，但是民主党提名了当地的著名律师，威廉·A·林奇（William A. Lynch）为候选人，争取了不少选民支持，最终以143票之差击败了他。
随着事业的发展，麦金莱逐渐为当地的上流人士所熟悉。他向当地的望族成员艾达·萨克斯顿示爱。两人在1871年1月25日结婚，婚礼在刚刚建成的長老宗教堂举行。艾达在婚后就跟随丈夫改宗循道宗。夫妇的第一名女儿，凯瑟琳（Katherine），于1871年圣诞节出生。两人的第二名女儿，艾达，在1873年出生，但是在同年就逝世。麦金莱夫人因此在身体与精神两方面，都患上了疾病，而且病情越来越差。两年后，凯瑟琳也因为伤寒病逝了。艾达终生都没有走出悲伤。夫妇再也没有其他子女。艾达在这段时间开始患上癫痫，也从此很想丈夫留在自己身边。尽管如此，麦金莱仍然尽了自己的责任，是一个称职的丈夫，一直都能满足妻子在药物与情感方面的需要。
艾达坚持要求麦金莱继续发展自己的法律与政治事业。他参与了俄亥俄州共和党大会，海斯在会上获提名为共和党州长候选人，这是他第三次争取连任，不过，这一次他遭到了失败。麦金莱在选举中，也有为海斯助选。次年，他接到了一单佣金颇高的案件：为一群与工贼发生冲突的矿工辩护，他们被控暴动。他的对手是曾在选举中击败他的林奇，与林奇的合作伙伴威廉·R·戴，而煤矿的所有人则是克利夫兰商人马克·汉纳。麦金莱接这一案件，是以公共福利为目的（Pro bono）。最终，除了一人之外，所有人都成功脱罪。这单案件令他得到了劳工的支持，而劳工则是斯塔克县选民的重要成员。而且，麦金莱还因此结识了马克·汉纳，汉纳是他日后最坚定的支持者。
劳工的支持，令他取得共和党提名，角逐俄亥俄州第17国会选区（Ohio's 17th congressional district）代表议席变得容易。参与县共和党大会的代表认为他能吸引蓝领选民，所以在1876年8月提名他为共和党（俄亥俄州第17国会选区）议员候选人。同时间，海斯获共和党提名为共和党总统候选人。麦金莱既有为自己拉票，也有为海斯拉票。两人都取得了成功。不过，麦金莱是以3,000票之差击败民主党对手列维·L·兰伯恩（Levi L. Lamborn）的，而海斯则是以一（选举人）票击败民主党对手塞缪尔·蒂尔顿的。麦金莱胜出选举也有代价 - 他当议员的薪酬只有他当律师时的一半。

## 崛起政坛

### 宣传保护主义

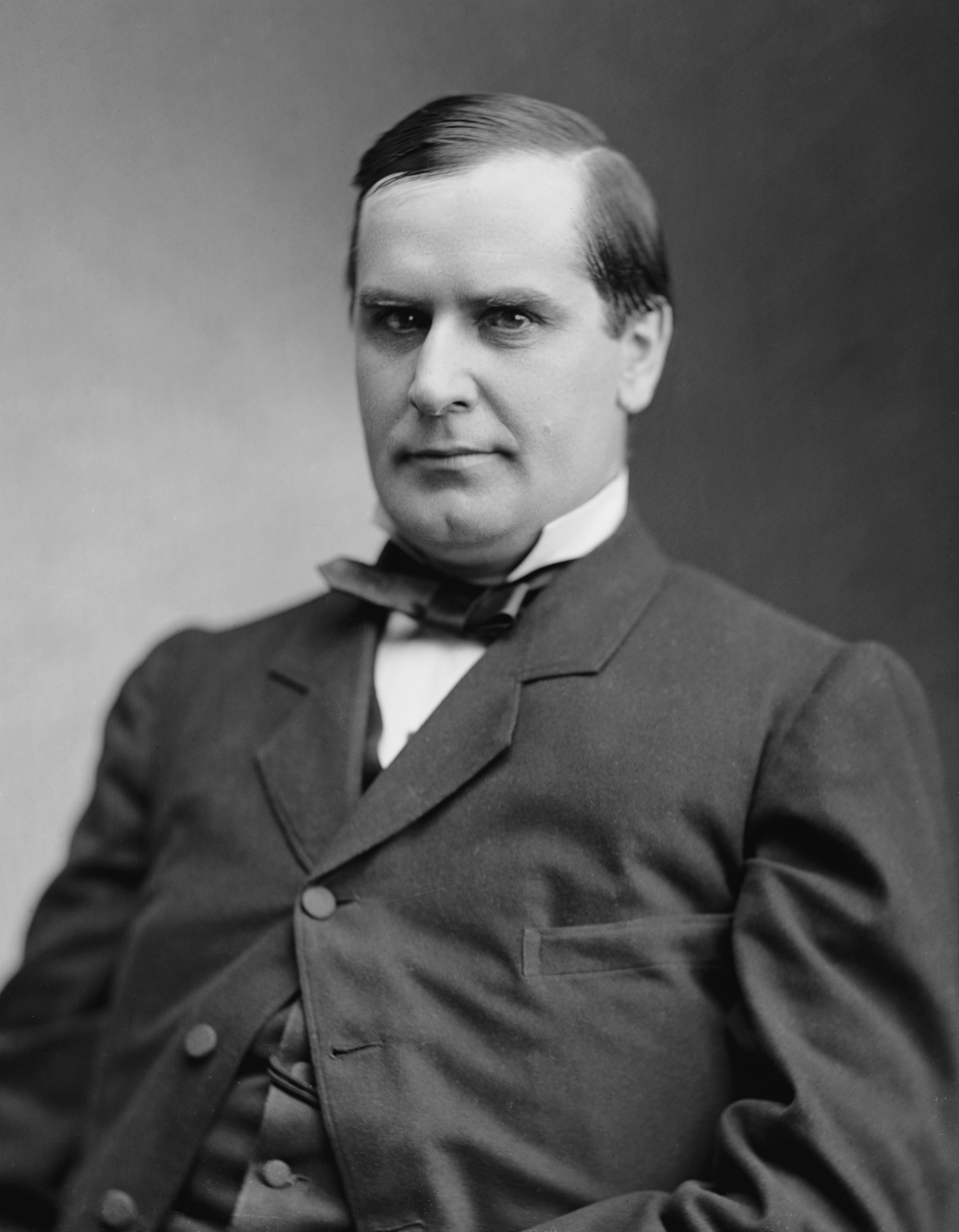
众议员麦金莱。

1877年10月，麦金莱第一次进入国会。那时，国会在总统海斯的要求之下，召开了一个特别会议。因为共和党人在国会中处于弱势地位，所以麦金莱没有获得重要的委员会职务，不过他还是在无关紧要的职位上，认真地开展了工作。麦金莱与总统的关系，没有为他带来多大益处，因为很多国会山的政治家都厌恶这位总统。麦金莱在货币问题上，与总统产生了分歧，不过这没有影响两人之间的友谊。1873年硬币法案（Coinage Act of 1873）通过后，美国就一直在维持金本位制度。白银价格显著下跌后，不少人都希望白银与黄金一样，（再度）成为法定货币。这个做法会造成通货膨胀，不过支持这个做法的人宣称，增加货币供给所带来的经济利益很大，值得因此造成通货膨胀。反对者则警告民众，“自由铸银”不会带来经济利益，反而会为处于国际贸易之中的美国带来不利。1878年，麦金莱投票支持布兰德-阿里森法案（Bland-Allison Act）。法案赋予了政府权力，大量购买白银，并将之转换为金钱。法案在两院得到了大量议员支持 - 虽然海斯否决了法案，但是两院还是推翻了他的否决，法案最终成功通过。不过，麦金莱这样做，等于是与众议院共和党领袖、俄亥俄州同胞以及他的朋友，詹姆斯·加菲尔德对立。
麦金莱在第一个议员任期内，鼓吹提高关税，坚定地支持保护主义。提高关税，主要目的不是提高政府收入，而是使得美国商品在国内市场，与外国商品相比，有价格优势。曾为麦金莱立传的玛格丽特·利奇（Margaret Leech）指出，麦金莱所居住的城市，坎顿，之所以能够成为繁荣的农具制造中心，就是因为关税高企，这有可能影响了麦金莱的政治观点。麦金莱在国会中提出提高关税的法案，支持提高关税的法案，反对降低关税或者是以增加政府收入为目的提高关税。1880年，加菲尔德当选总统，筹款委员会出现职位空缺。麦金莱获选为委员，填补空缺，这使得他在短短时间（两个议员任期）内，就加入了众议院最有权势的委员会。
麦金莱在政坛的地位越来越高。1880年，他担任了共和党全国委员会俄亥俄州代表，不过为期不长。1884年，麦金莱又获选为共和党全国大会代表，担任决议委员会主席，因为出色的处事手法，赢得了喝彩。到了1886年，他已经与参议员约翰·舍曼、州长约瑟夫·B·福雷克一起，成为俄亥俄州共和党领袖。舍曼是共和党元老之一，在19世纪80年，三次被提名为总统候选人，不过三次都遭到了失败。而福雷克，则是在这十年里逐渐崛起的。马克·汉纳涉足政治后，对两人都给予了支持。不过这些关系在1888年共和党大会上，都因故被打断了。会上，麦金莱、福雷克、汉纳三人都支持舍曼参选总统。不过，福雷克中途转态，支持他认为有可能在选举中胜出的缅因州参议员詹姆斯·G·布莱恩。布莱茵拒绝了提名后，福雷克又再转态，再度支持舍曼。但共和党最终选出了印第安纳州参议员本杰明·哈里森为总统候选人，而哈里森最终当选为总统。汉纳因为福雷克背信弃义，决定不再支持福雷克，转而支持麦金莱。这个事件使得，俄亥俄州共和党人分裂为两个派别，一派支持麦金莱、舍曼与汉纳，一派支持福雷克。汉纳开始钦敬麦金莱，并与麦金莱成为好友，为他作出建议。1888年后，汉纳投入了很多时间，促进麦金莱的事业发展。不过，他仍有处理商务，支持其他共和党政治家。
1889年，共和党在国会中处于强势地位，在此情况下，麦金莱决定出选眾議院議長。他遭到了失败，这个职位最终落到了缅因州参议员托马斯·B·里德（Thomas B. Reed）手上。对他而言，可喜的是，里德任命他为筹款委员会主席。1890年，麦金莱关税法案，在俄亥俄州居民的支持下通过。虽然特殊利益者，通过影响力，在参议院修改了法案，但是法案规定对多种外国商品征收关税的条文，仍然没有改变。

### 遭到失败
民主党人意识到了麦金莱的潜力后，一旦控制了俄亥俄州立法机构，以傑利蠑螈的形式进行重新划分选区，使得他无法连任议员。1878年，麦金莱在民主党重新划分后寻求连任，仍然获得了成功。总统海斯当时就说：“噢，麦金莱多幸运！他被人施加傑利蠑螈，最后却击败了施加傑利蠑螈的人！我们与他一样感到高兴。”1882年，麦金莱遭到了失败，但他很快走出了阴影，在1884年的选举中夺回了自己的席位。

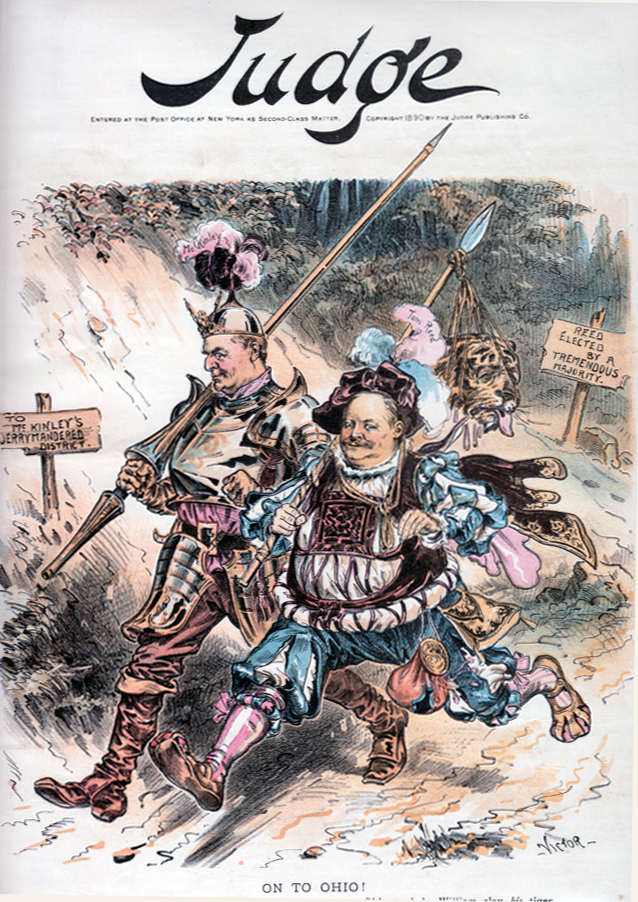
1890年9月Judge杂志封面。麦金莱（左）在帮了议长里德（右）保住席位后，与里德一起赶去自己的选区，保住自己的席位。

1890年，民主党人再度針對麦金莱重新划分选区，将共和党占优的斯塔克县与民主党势力强大、居民都是死硬民主党人的霍尔姆斯县合并，使得两地成为同一个选区。对民主党人而言，他们胜券在握，因为根据以往选举的数据，他们得票数量会大幅超过共和党，而且，共和党也不能在国会议员选举之前，及时取消选区改动，因为州议会选举在国会议员选举结束之后，才会开展。不过，共和党可以将自己的力量，集中在斯塔克县，因为麦金莱关税法案是民主党在全国的竞选运动主题，很多人都关注这个地区的激烈选战。共和党将自己最出色的演说家，包括参议员布莱恩、议长里德、总统哈里森都派往了坎顿。民主党则派出了自己最出色的关税问题专家进行反击。麦金莱不知疲惫地在选区里面，为自己拉票，向40,000个选民解释自己的关税法案
[关税法案]是为人民而设...保护了他们的产业，保护了他们辛勤劳动的成果，保护了他们的幸福家园，保障了他们的教育、工资、投资...我会为这个国家带来全世界都前所未见的繁荣。

民主党派出了一个强劲的候选人，前副州长约翰·G·华威（John G. Warwick）迎战。他们假扮成小贩，以50分出售25分的锡器，并向前来购买的家庭主妇解释，这是麦金莱关税法案造成的。最后，麦金莱因为比对方少300票而遭遇失败。不过，共和党在道义上取得了胜利，也在俄亥俄州大部分地方都取得了胜利。

### 担任俄亥俄州州长
在落选之前，就已经有人请求麦金莱出选州长。时任州长是民主党人詹姆斯·E·坎贝尔（James E. Campbell），他在1889年的选举中击败了之前与麦金莱分道扬镳的共和党候选人约瑟夫·B·福雷克，成为州长。他寻求连任的时候（1891年），俄亥俄州的共和党人仍然处于分裂状态。不过，福雷克还是在麦金莱的安排之下，提名了麦金莱为州长候选人。麦金莱在后来的（1891年）州共和党大会上，被与会者以鼓掌选举的方式，正式选为候选人。麦金莱在奈尔斯花了半年时间去宣传自己，批评对手。不过，他的盟友汉纳，在这次选举中没有对他作出很大的帮助，因为他正忙于賄賂支持舍曼的众议员。麦金莱最终以20,000多票胜出选举。舍曼在次年1月，也击败了福雷克，连任参议员。

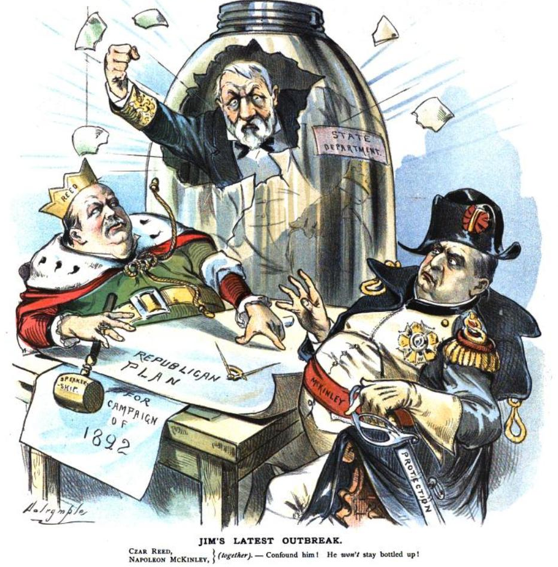
当时的观察家认为，在1884年总统选举再次落败的詹姆斯·G·布莱恩，仍然有可能成为共和党总统候选人。这是一幅1890年的Puck杂志漫画，图中他吓了正在制定1892年的计划的里德（左）与麦金莱（右）一跳。

俄亥俄州州长的权力相对较小，他只能提出法案，不能否决法案。不过，这个州是一个摇摆州，所以，它的州长是全国政治的重要人物。虽然，麦金莱认为商业决定了国家的健康，但是，他仍然没有偏向商人，而是不偏不倚地处理劳资问题。他设立了仲裁委员会，解决这类问题，又在任内提出了新法例，处罚解雇工会成员的雇主。
没有多少人欢迎总统哈里森。在哈里森争取连任的时候，就连他所属的共和党，对他的态度也存在分歧。表面上，共和党没有提出另一名候选人，反对哈里森，暗地里，很多共和党正在等待时机，抛弃哈里森。麦金莱、里德与布莱恩都是潜在的候选人。哈里森担心麦金莱会成为他的对手，所以任命他为明尼阿波利斯共和党大会永久主席，迫使他采取公开、中立的态度。汉纳在大会会堂附近设立了一个竞选中心，不过没有多大作为。麦金莱要求与会者，投票给其他人，不要选他为总统候选人。最终，他在得票排行榜上名列第三，在哈里森与拒绝参选的布莱恩之后。麦金莱此后到处为哈里森拉票，进行宣传。尽管如此，哈里森最终还是在11月的大选中落败，胜出者是前总统克利夫兰。一些共和党，在大选后视麦金莱为下届大选的潜在候选人。
克利夫兰再度上任后不久，美国就出现了经济萧条（1893年恐慌）。麦金莱也因此遇到了困难：扬斯敦商人罗伯特·沃克（Robert Walker）在很久以前，曾经贷款予麦金莱。麦金莱为了报答他，在担任州长后，就经常贷款予他，方便他进行周转。麦金莱在签字的时候，不会仔细阅读条文，因为他相信沃克，认为他是一个诚实的商人。沃克蒙骗麦金莱签署了一张票据，并对麦金莱说，这只是继续旧贷款的文件。沃克后来在突如其来的经济萧条中破产。麦金莱因此承担了一笔债务。债务总数超过100,000美金，使得绝望的麦金莱，萌生了辞职重操旧业赚钱还债的想法。不过，汉纳建立了一个基金，帮助麦金莱偿还债务。麦金莱夫妇都把自己的财产，交给了基金的信托人，不过，信托人最终交还了两人的财产。麦金莱希望汉纳等人能列出曾帮助他渡过难关的人的名单，并保证会向他们还债，但是，遭到了后者的拒绝。不少在萧条中遭受打击的人对麦金莱产生了同情，令他的人气再度上升。他在1893年11月的选举中，轻松地连任州长，是内战后得票率最高的俄亥俄州州长。
麦金莱在1894年的国会议员中期选举中，为共和党摇旗呐喊，为党友争取了不少选票。他的努力得到了回报：阿萨·布什内尔（Asa S. Bushnell，福雷克的支持者）与福雷克在他的安排之下，分别当上了（接替他）州长与参议员。作为回报，布什内尔与福雷克会支持麦金莱出选总统。平息了局部范围的纷争后，他将目光投向全国范围。

## 参选总统

### 取得党内提名

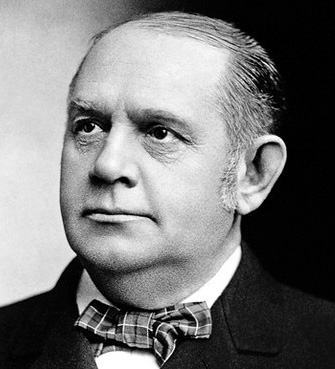
马克·汉纳，麦金莱的好友兼顾问。

麦金莱何时开始认真考虑，参加总统选举，今人并不清楚。正如历史学家菲利普（Phillips）所言：“他没有在任何一份文件、任何一篇日记、任何一封写给马克·汉纳（或者任何人）的机密信件中，表达了自己的秘密愿望，或者是遮遮掩掩的计谋。”马克·汉纳参与了麦金莱竞选总统的前期准备工作。传记作家威廉·T·霍納（William T. Horner）写道：“可以非常确定的是，两人自1888年以后，逐步建立了紧密的合作关系，这段关系，帮助了麦金莱入主白宫。”舍曼没有参加这届选举，所以汉纳可以全心全意支持麦金莱。
麦金莱在汉纳的支持下，不知不觉地在选举前取得了众多支持。当议长里德与参议员威廉·B·阿里森（William B. Allison）派出自己的代理，到各地争取共和党内支持的时候，他们发现，汉纳的代理早就抢先一步，完成了相同的任务。历史学家斯坦利·瓊斯（Stanley Jones）在他的研究中写道：
里德与阿里森的另一个相同之处是，两人都无法扭转对麦金莱有利的形势。实际上，两人的宣传，在开始的那一刻起，就在撤回。两人以为自己的选区会支持自己，所以还有一些冷静的自信心，不过这些自信心很快让位给...苦澀的挫败，因为汉纳违反游戏规则，抢得了他们选区的支持。

汉纳代表麦金莱会见了一些政治老板（Political boss），如纽约州参议员托马斯·普拉特（Thomas Platt）与宾夕法尼亚州参议员马修·奎伊（Matthew Quay）。这些愿意支持麦金莱，条件是麦金莱当选总统后，要任命他们为官员，提供适当的保护。不过，麦金莱不想通过这种手段取得提名。汉纳接受了他的决定。两人的早期宣传工作，很多都聚集于南部。麦金莱在汉纳位于乔治亚州南部的度假屋里面，会见了不少这个地区的共和党政治家。他要453½张代表票才能取得提名，在投给他的代表票当中，有将近一半的代表票，来自南部与边境州份（Border states）。普拉特在回忆录中写到：“[汉纳]在我们当中的一些人醒觉之前，就得到了南部的坚定支持。”

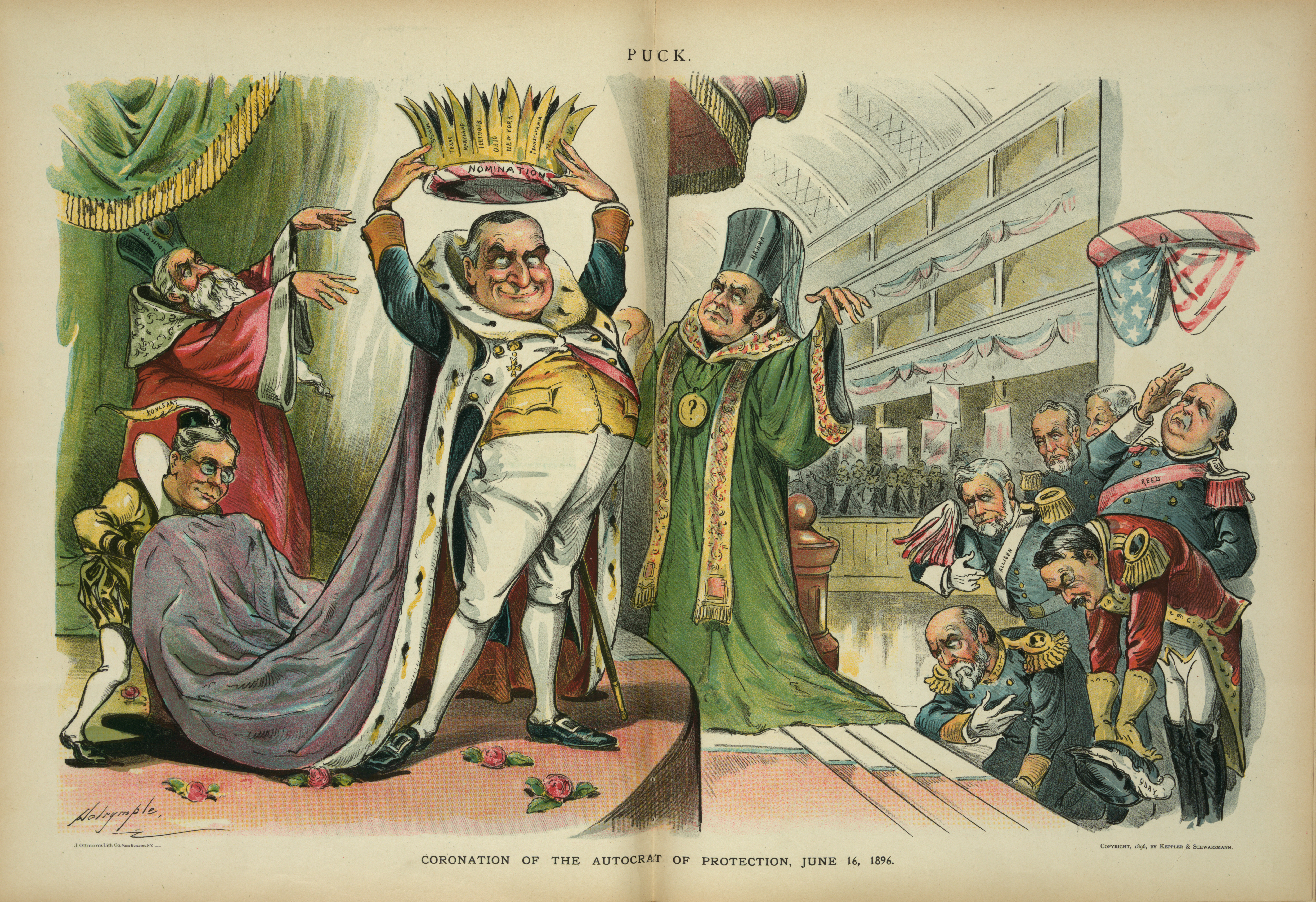
Puck杂志1896年6月24日漫画，由路易斯·达尔林普尔所绘。图中可见，麦金莱藉由共和党提名，加冕自己。牧师是马克·汉纳（身着绿衣）与查尔斯·H·格罗夫纳（身着红衣）。而H. H. Kohlsaat则是手持长袍的侍从。

政治老板遭到他拒绝后，企图阻止他在共和党全国大会上取得多数代表票。为了达到这个目的，他们极力支持地方的爱子（Favorite son），如马修·奎伊，李维·P·莫顿与谢尔比·卡洛姆（Shelby Cullom）。代表众多的伊利诺伊州成为了激烈战场，这一地区的麦金莱支持者（如芝加哥商人查尔斯·G·道斯）希望这个地区能选出支持麦金莱的代表。事实证明，卡洛姆就算拥有了地方政治机器的支持，也不能阻挡麦金莱取得提名。在四月末召开的州大会上，大部分来自伊利诺伊州的代表，都把代表票投给了麦金莱。时人认为，前总统哈里森有可能角逐共和党提名。在哈里森表明了自己拒绝参选的立场后，麦金莱的人马迅速取得了印第安纳州的控制权，其速度之快，令哈里森在暗地里感到尴尬。怀俄明州参议员弗朗西斯·沃伦写道：“政客极力阻挡他，但如果大家能投票的话，那么，全国有百分之七十五的共和党选民都会投给他。”
1896年6月16日，共和党全国大会在圣路易斯召开。麦金莱已经掌握了充足的代表票。他本人没有到圣路易斯参加大会，相反，他留在坎顿，通过电报掌握事态发展，也通过线路，听了福雷克提名他为共和党候选人的演说。当唱票的人，宣布麦金莱当选为候选人的时候，麦金莱拥抱了妻子与母亲，而他的朋友则跑出他的家，等待庆祝的人群，来到他家。上千人在晚上聆听了他的前廊演说。大会又选出了共和党全国委员会副主席加勒特·霍巴特为副总统，他能获得提名，应该归功于汉纳。霍巴特是一个赋予律师、商人、前州议员，鲜为人知，“如果他在加强支持方面，没有作为，那么，他也不会减弱支持。”

### 参加全国大选

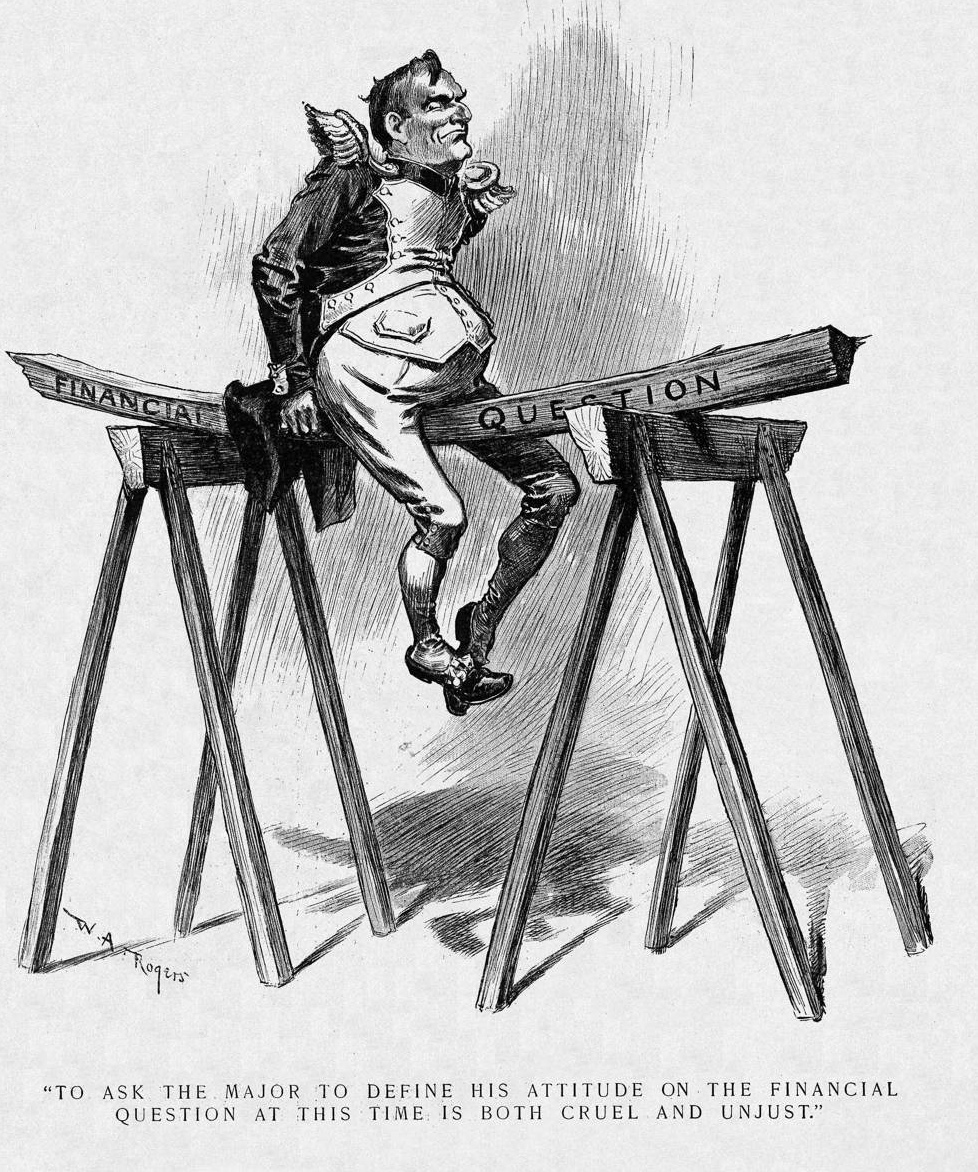
在1896年的共和党全国大会召开前，麦金莱一直没有在货币问题上，表明自己的立场。哈泼杂志漫画，由威廉·阿伦·罗杰斯绘于1896年6月。

在共和党大会召开前，麦金莱一直都没有表面自己在货币问题上的立场。在白银问题上，立场温和，倾向于与外国协商，建立金银复本位制度。在大会召开前最后几天，他在听取了政治家与商人的意见后，决定支持金本位制度，不过，也接受国际协商建立的金银复本位制度。他的决定使得一些西部代表，在科罗拉多州参议员亨利·M·泰勒（Henry M. Teller）的带领之下，步出了会场。然而，与民主党相比，共和党在这个问题上的分歧不是很大，而且，麦金莱也向自由铸银支持者作出了以后让步的承诺。
经济持续萧条，越来越多人支持自由铸银。民主党内部因为这个问题，产生了严重的分歧。时任民主党总统格罗弗·克利夫兰是金本位制度的坚定支持者，但是，有一定数量的、来自乡村地区的民主党，支持自由铸银。后者在1896年民主党全国大会中取得了胜利，选出威廉·詹宁斯·布莱恩担任民主党总统候选人。布莱恩的黄金十字架演说（Cross of Gold speech）打动了与会代表。布莱恩在金融问题上的激进立场令不少金融家感到担忧，他们认为，他的通货膨胀政策，会使得迫使铁路公司破产，毁灭国家经济。汉纳运用自己的策略与他们取得联络，最终赢得了他们的支持。后者投入了3,500,000美元、超过2亿本小册子，来支持共和党的金融、经济政策。
布莱恩有一定的优势：他的宣传经费接近500,000美元，而且，他还拥有优秀的口才、年轻的能量。他决定乘坐火车，在全国进行一次规模史无前例的政治巡游。汉纳建议麦金莱采取相同的行动，不过后者以对手的口才更佳为由，拒绝了这一建议。麦金莱说：“如果我走出去与布莱恩对抗，那么，我就好像一个在草坪上荡秋千的人，走去与专业运动员比赛。我说话的时候，要经过思考。“麦金莱没有四出宣传，反而留在家中，欢迎人们前来见他。历史学家R·哈尔·威廉斯（R. Hal Williams）写道：“这是一个绝妙的策略。麦金莱的前廊竞选运动成为了美国政治史上的传奇。”

麦金莱夫妇与宾夕法尼亚州油城鲜花代表团成员在自己的家合影。麦金莱鼓励女性前往坎顿，因为她们虽然不能投票，但是她们能够影响男性亲属。

除了星期日外，麦金莱每天都会在前廊接见来自各地的代表团。铁路公司出资补贴旅费不足的人。亲自由铸银派的克利夫兰报纸Plain Dealer讽刺地说，去坎顿“比留在家中更加便宜。”代表团到达坎顿后，会从火车站步行前往位于市场北街（North Market Street）的麦金莱家。走到他家后，他们会围住他家的前廊，并偷偷地把栏杆削成纪念品带走。他们当中的代表会对麦金莱发言，而麦金莱则会以最合适他们的竞选演说回应他们。麦金莱在发表演说前会仔细编写讲稿，不会即席发言，就连代表团的代表，发言也要经过麦金莱本人，或者他的代表审阅。麦金莱这样做是为了避免他人的即席评论，会在他身上出现反弹。

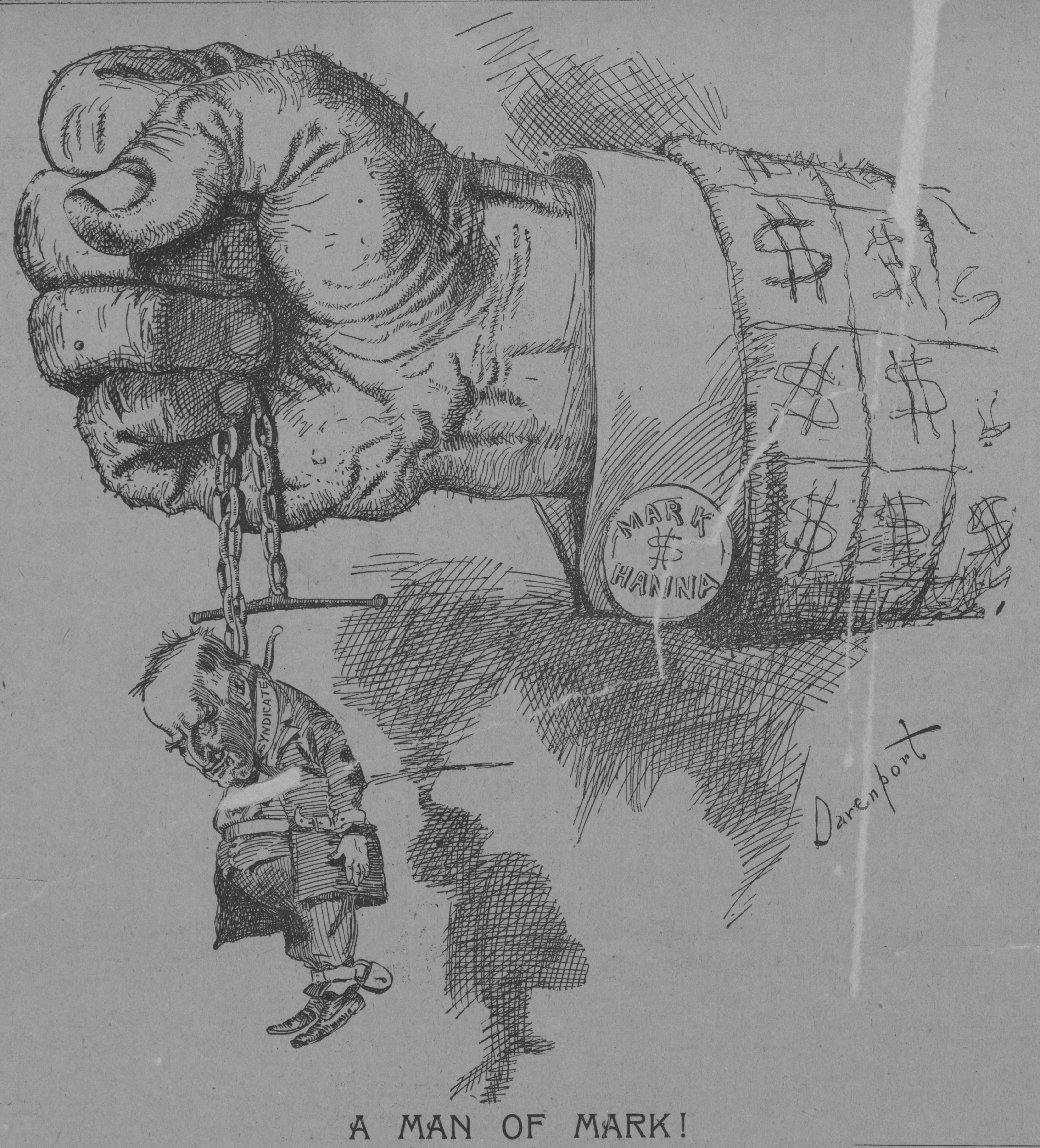
纽约新闻报漫画A Man of Mark，由荷马·达文波特绘于1896年。

大部分民主党报纸都不支持布莱恩，只有纽约新闻报独立特行，仍然支持他。新闻报的所有人是靠银矿起家的威廉·伦道夫·赫斯特。这份对共和党带有偏见的报纸，聘请荷马·达文波特（Homer Davenport），将汉纳绘画成一个恶毒的财阀，无情地践踏劳工。而达文波特笔下的麦金莱，则是一个孩童，大商企轻轻松松就操控了他。达文波特为两人所塑造的形象，在今日仍然有一定影响力。
民主党也有宣称自己的小册子，不过数量不及共和党的多。历史学家瓊斯分析了选民对这场宣传战的反应：
对于人民而言，这是一场研究和分析的、劝告和说服的选战，寻找经济和政治真理的选战。出版社出版了很多小册子，供人阅读、再阅读、辩论，成为了经济思想和政治行动的指引。它们印刷和派发了成百万份...但这还不能满足人民的需求。广受欢迎的小册子被人翻烂，布满污迹，纸张脱落，而小册子的所有者，则一次又一次地、不辞劳苦地研究小册子中的论据，在公开和私人场合的辩论中，引用小册子当中的文字。

选战的主要战场位于中西部。南部和西部大部分州份都支持布莱恩，所以民主党在这些至关重要的州份投入了大量资源。缅因、佛蒙特两州在9月提早投票后，东北部被人视为是普遍支持麦金莱的地区。公众对自由铸银的热情冷却后，麦金莱开始宣传他的关税政策。到了9月末，共和党已经停止印刷有关白银问题的小册子，改为集中宣传关税政策。1896年11月3日，全国大部分选民投下了选票。麦金莱在整个东北部和中西部取得了胜利，他在普选中取得了51%的选票，也获得了充足的选举人票。布莱恩失败的原因是，太过注重白银问题，而忽视了市区工人的问题。城市选民都支持麦金莱，而普遍支持布莱恩的南部，只有一个城市人口超过100,000人，那就是科罗拉多州的丹佛。
不少人认为，1896年的总统选举，是一场重新转型的选举（Realigning election），麦金莱希望通过增强中央政府，设立保护性关税和维持金本位制度，建设美国工业。这场选举改变了美国内战后固定的政治格局。共和党从此独霸了几十年，直到1932年，当年，美国展开了另一场重新转型的选举。历史学家菲利普认为，麦金莱是除了阿里森之外，唯一一个能够击败布莱恩的共和党人，因为来自东部的莫顿、里德都会被来自至关重要的中部的布莱恩击败。传记作家则说，布莱恩虽然受到乡村地区的选民欢迎，但是在城市地区，受欢迎程度不如其对手麦金莱，“麦金莱对一个截然不同的、工业化的、城市化的美国来说，相当有吸引力。”
著名的童話故事《綠野仙蹤》即是被後世經濟學者認為這是在暗諷麥金萊的政策。

## 担任总统

### 任命官员

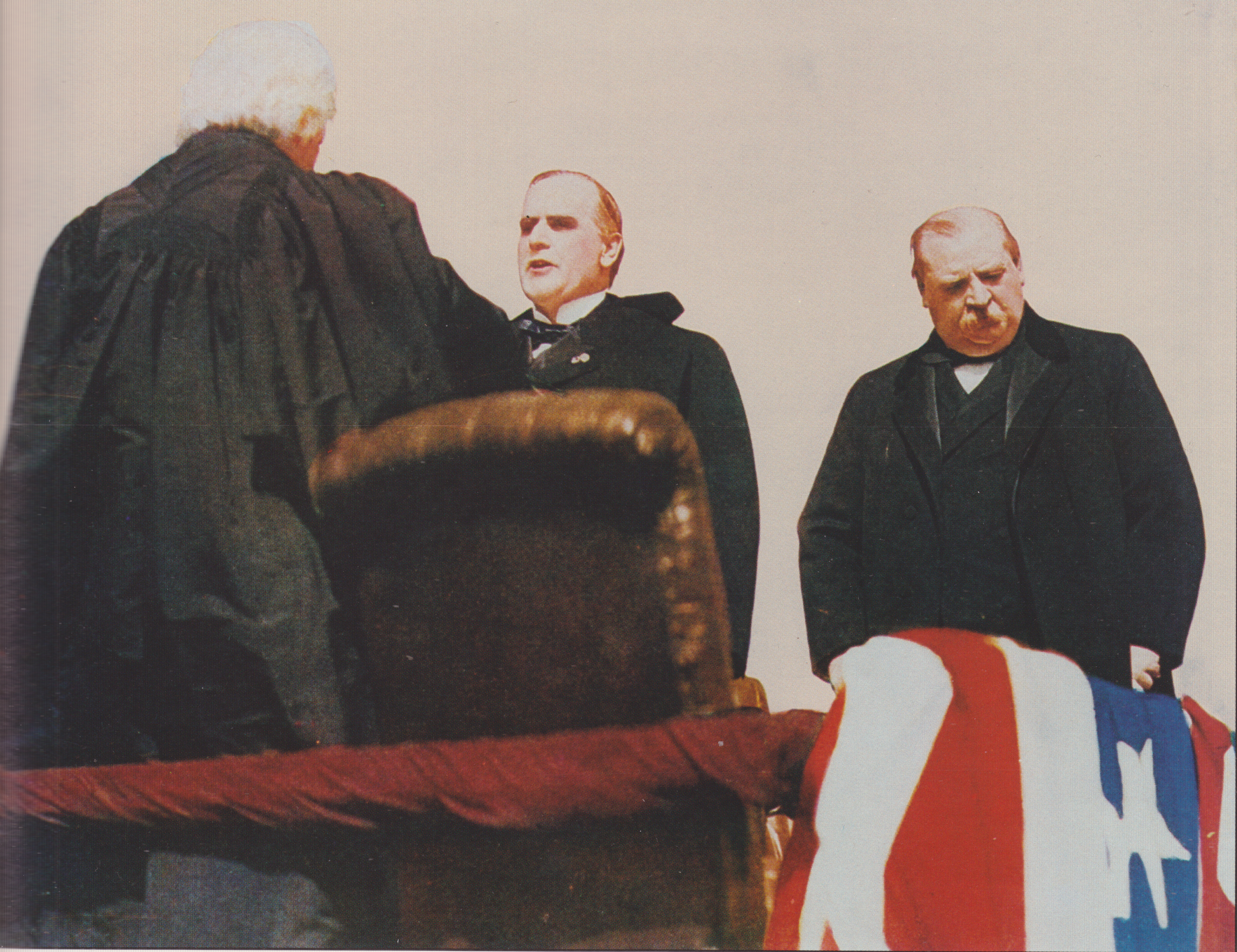
威廉·麦金莱（中）就任总统时的宣誓仪式。仪式由首席大法官梅尔维尔·富勒（左）主持。上届总统格罗弗·克利夫兰位于相片右面。

威廉·麦金莱在1897年3月4日宣誓为总统，他的妻子与母亲都出席了仪式。他发表了一个篇幅不小的就职演说。麦金莱在演说中声称要进行关税改革，而货币问题，则要等到关税法案通过后，才进行处理。他警告鼓吹干涉外国的人，“我们不要征服战争。我们不能被领土扩张所迷惑。”
任命约翰·舍曼为国务卿是最具争议性的阁员任命。他并不是麦金莱的首选，阿里森才是麦金莱首选。麦金莱任命舍曼为国务卿的其中一个原因是想在参议院制造空缺，并让拒绝入阁，担任邮政总长（Postmaster General）汉纳填补空缺。麦金莱不能任命舍曼为较为低级的官员，因为舍曼在海斯时期，已经担任过财政部长，只有最高级的内阁职位，才可诱使他离开参议院。政治圈内传出舍曼因为年龄的原因，心智能力一直在衰退的谣言。麦金莱并不相信这些谣言，不过，他还是派出了亲戚威廉·麦金莱·奥斯本去和已有73岁高龄的舍曼进餐。奥斯本回报说，舍曼的状态和往常一样好。内阁名单公布后，麦金莱写道：“那些声称参议员舍曼“精神衰退”的谣言是没有根据的...我见到他的时候，他深信，他的健康，无论是身体上的还是精神上的，都没有问题，而他对生命也一定充满期望。”
经过一些困难后，俄亥俄州州长布什内尔终于任命汉纳为参议员。舍曼就任后，精神问题变得越来越明显，他的事务经常交由第一助理威廉·R·戴和第二助理阿尔维·A·埃迪（Alvey A. Adee）。戴是一名律师，来自俄亥俄州，是麦金莱的人马，对外交事务一无所知，在会面上经常沉默不言。而埃迪则是听力有问题的病人。一个外交官讽刺地说：“部门首长什么都不知道，第一助理什么都不说，而第二助理则什么都听不到。”
麦金莱原本想任命缅因州众议院、筹款委员会主席小纳尔逊·丁利（Nelson Dingley, Jr.）为财政部长，不过遭到了后者的拒绝。而汉纳在芝加哥的副手查尔斯·达韦斯（Charles Dawes），则因为年龄太小的问题，被人排除在外。达韦斯最终获任为货币主计长（Comptroller of the Currency），而财政部长这个职位，则由达韦斯极力推荐的芝加哥第一国民银行行长、黄金民主党人利曼·J·盖奇（Lyman J. Gage）出任。担任海军部长的是麦金莱的老朋友约翰·戴维斯·隆（John Davis Long）。隆选了西奥多·罗斯福做他的助手，麦金莱起初并不同意他的决定，对一个支持罗斯福的人说：“我不想和人爆发冲突，但我听说你的朋友西奥多总是和其他人一起去划船。”麦金莱后来还是任命了罗斯福为海军副部长（Assistant Secretary of the Navy）。
除了舍曼之外，麦金莱还进行了其他一些鲁莽的官员任命。他任命罗素·A·阿尔杰（Russell A. Alger）为陆军部长。阿尔杰在和平时期尚算称职，但美西战争一爆发，他就开始显得捉襟見肘。1899年中，丑闻缠身的阿尔杰依照麦金莱的要求辞职。副总统加勒特·霍巴特虽然不会出席内阁会议（依照当时的习惯），但是他仍然是一个充满价值的顾问。霍巴特在白宫周围租借了一间宅邸，使得麦金莱一家和他一家可以经常在私底下见面。霍巴特夫人在麦金莱夫人不适时，会暂代第一夫人一职。麦金莱选择乔治·B·科特柳（George B. Cortelyou）为私人秘书。科特柳的任期几乎和麦金莱的任期一样长，他在这段时间内，逐渐变成了麦金莱的重要助手，相当于出版秘书（Press secretary）和今日的幕僚長。

### 对西战争
古巴叛军在数十年来，都一直在进行断断续续的军事行动，企图推翻西班牙殖民统治，取得独立。1895年，冲突升级为独立战争。西班牙军队为了竭止席卷全岛的叛乱，采取了与之前相比，更为严厉的行动。西班牙军队强迫古巴人入住军事基地附近的集中营，防止他们向叛军提供援助。美国公众倾向于叛军，麦金莱同样反对西班牙的政策。但是，他没有响应一些人的号召，发动战争解放古巴，相反，他希望通过谈判，为古巴人争得独立，至少自治。两国在1897年开始就这一问题进行谈判，但没有取得任何共识，因为西班牙不愿赋予古巴独立，而古巴也不愿作出任何让步。1898年1月，西班牙终于向叛军作出让步的承诺。古巴首府，按照美国领事菲茨休·李（Fitzhugh Lee）的汇报，在此之后，仍然存在暴乱。麦金莱因此派出了USS缅因号（USS Maine）到古巴保护美国侨民和财产。2月15日，缅因号爆炸，266名海员遇难。公众与报界都要求对西班牙开战，麦金莱没有顺从民意，坚持要设立委员会，调查爆炸原因。美西两国在调查期间，仍然有进行谈判。3月20日，委员会宣布，炸沉缅因号的，是一枚水雷。麦金莱不顾国会内的压力，继续和西班牙谈判，为古巴争取独立。西班牙拒绝了麦金莱的要求。4月11日，麦金莱将问题转交给国会处理，国会随即在同月20日向西班牙宣战（麦金莱没有作出相关要求），国会同时通过了泰勒修正案（Teller Amendment），表明不会吞并古巴。

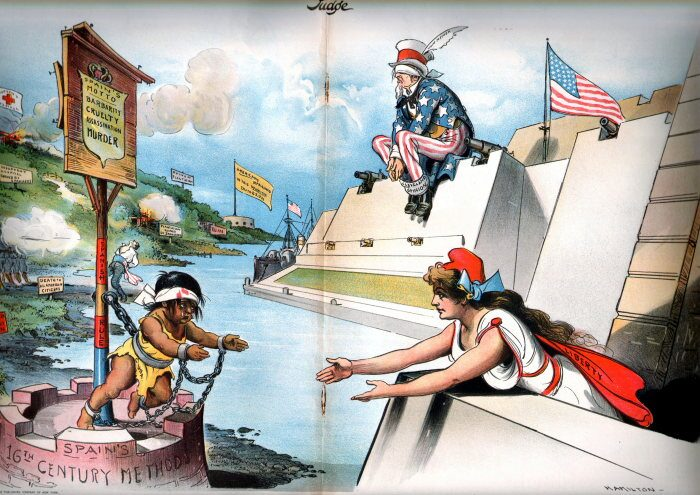
Judge杂志1897年2月6日漫画。代表美国人民的哥伦比亚在图中伸出双手帮助被受压迫的、代表古巴人民的人物，但代表美国政府的山姆大叔，却蒙上双眼，不肯动用自己的枪砲帮助古巴人民。

电报和电话的发展，使得麦金莱对战事的控制权，比以往任何一位总统所拥有的更大，而且，他能够以极快的速度，指挥调动海陆两军。他向前任陆军总指挥官约翰·斯科菲尔德（John Schofield）和陆军总军需官亨利·C·科本（Henry C. Corbin）处征得了不少意见。不过，麦金莱没有諮询陆军部长阿尔杰和现任陆军总指挥官纳尔逊·A·迈尔斯（Nelson A. Miles），因为两人之间产生了矛盾，而且前者的能力不足，不能应对繁重的军务。舍曼在战争期间提出辞职，麦金莱接受了，隨即要求戴顶替舍曼担任国务卿，戴接受了这一职务，同意一直担任国务卿，直到战争結束。
海军在开战后两个星期内，就取得了第一次胜利：由乔治·杜威准将率领的太平洋舰队在菲律宾马尼拉湾与西班牙舰队交战（马尼拉湾战役），没有损失一艘战舰，就摧毁了对方的整个舰队。杜威大胜，使得这场原本一场集中在加勒比海地区的战争，变成一场决定西班牙所有太平洋地区殖民地命运的战争。次月，麦金莱增加了派往菲律宾的部队（第8军）数量，又赋予了第8军的指挥官韦斯利·梅里特（Wesley Merritt）在菲律宾建立司法系统、徵收税款的权力，以便美军长期驻守当地。6月，部队抵达菲律宾时，麦金莱决定要求西班牙交出菲律宾群岛。他声称他欢迎公众对这个问题发表意见。不过，麦金莱相信公众最后会要求他保留群岛以作為战利品。
同时间，美军在佛罗里达州坦帕附近，集结了一支由正规軍和志願兵组成的部队，准备进攻古巴。部队在出发之前就遇到了严重的补给问题，不过科本在6月解决了这个问题。6月20日，在延迟多日后，部队终于在威廉·鲁弗斯·沙夫特（William Rufus Shafter）少将的率领下出发，离开佛罗里达州，在圣地亚哥-德古巴登陆。同月24日，美西两军在Las Guasimas爆发了战斗。7月2日，沙夫特以极高伤亡为代价，率军攻陷了圣胡安山。两日后，被逐出圣地亚哥港的西班牙加勒比海舰队，被威廉·T·萨姆森（William T. Sampson）的北太平洋舰队完全消灭，两个舰队之间的战斗，也成为了这场战争之中最大规模的海战（圣地亚哥-德古巴战役）。沙夫特随后开始包围圣地牙哥，7月17日，守军投降，古巴落入美国手中。麦金莱和迈尔斯派了一支部队攻佔波多黎各，美军在7月登陆时，没有遇到多少反抗。因为西班牙的海军已被摧毁，难以运送补给到遥远的殖民地继续作战，所以开始寻求和谈。

### 签署和约

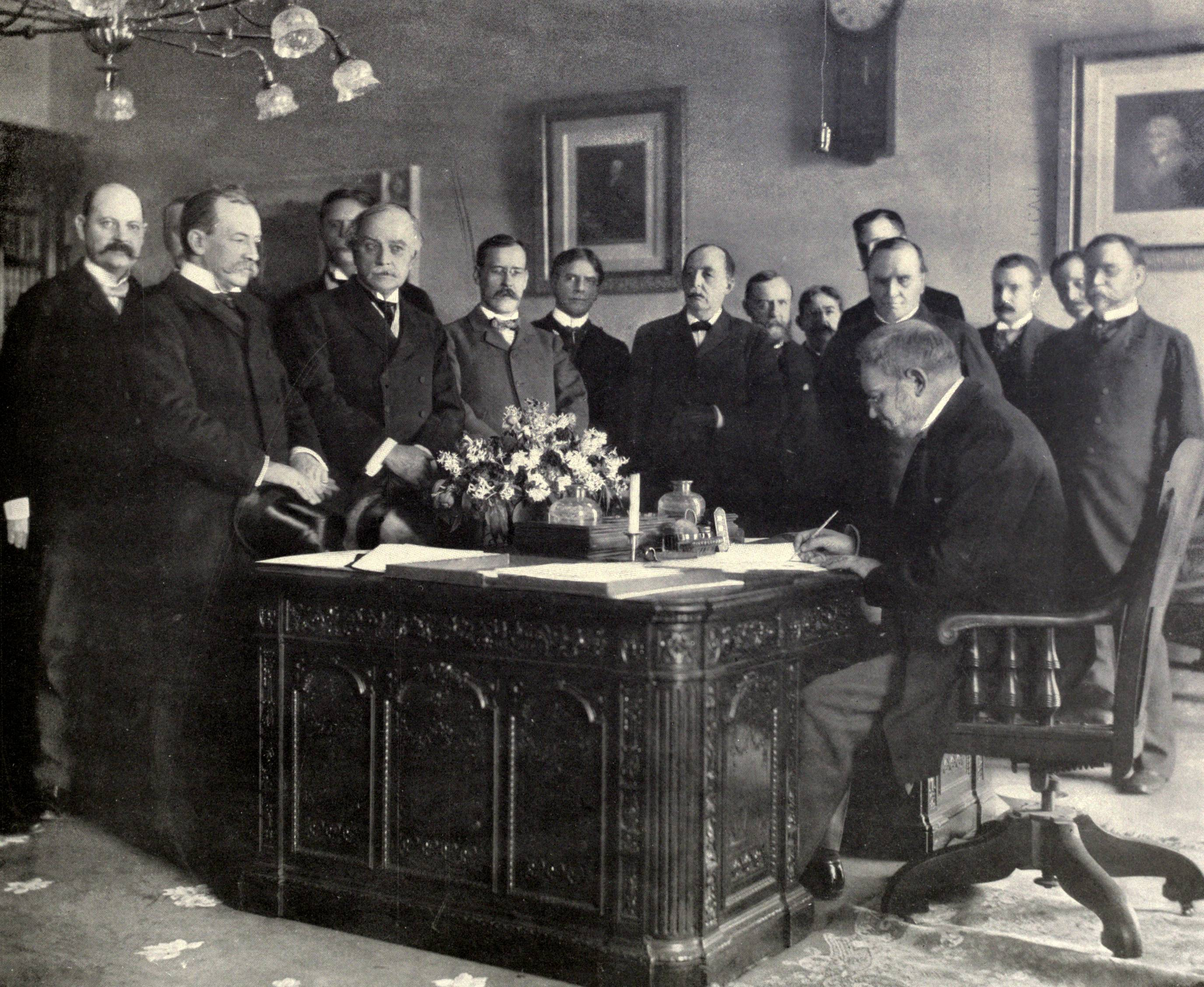
美西双方代表签署巴黎和约。

7月22日，西班牙委托法国驻美大使朱尔·坎邦（Jules Cambon）与美国和谈。西班牙最初想把和谈范围，局限于古巴问题上，但是他们很快就被迫接受了美国对其他地区的领土要求。阁员都支持总统准备逼迫西班牙交出古巴和波多黎各，不过，部分阁员在菲律宾问题上产生了分歧，有些阁员希望总统吞并整个菲律宾，但是另外一些阁员则希望总统在这个地区，只保留一个海军基地。公众普遍支持政府吞并菲律宾，但是也有一些重要政治人物，如威廉·詹宁斯·布莱恩、格罗弗·克利夫兰，还有一些政治团体，如新近建立的美国反帝国主义者联盟（American Anti-Imperialist League）反对政府吞并菲律宾。麦金莱计划先和西班牙商讨有关古巴和波多黎各的事宜，而菲律宾的问题，他希望留待日后解决。他的立场没有因为驻守古巴的美军形势严峻（因为黄热病蔓延）而变软。西班牙最终在8月12日被迫接受美国的要求，同意停火。9月，双方在巴黎正式展开和谈。和会一直进行到12月18日才宣告结束，双方在会上签署了巴黎和约。美国取得了波多黎各、菲律宾和关岛，而西班牙也放弃了古巴的主权。美国会因此向西班牙支付20,000,000美元，赔偿其损失。1899年2月6日，参议院在麦金莱的推动下，以57票支持，27票反对，通过了和约。
麦金莱在战争期间，也致力于推动美国吞并夏威夷共和国。代表美国利益的共和主义者在此之前，推翻了当地的女王。跛腳鴨哈里森在任期即将完结的时候，向参议院提交了一个吞并夏威夷的法案。克利夫兰上任后，向当地派出了一个特别委员会，他在收到委员会的报告之后，就撤回了法案，声称共和革命违背了当地人民的意愿。公众普遍支持政府吞并夏威夷，而且，有关呼声在战争爆发后越来越高。麦金莱上任后，推动国会通过吞并夏威夷的法案，并宣称，如果美国不取得这个岛屿，那么，岛屿就会爆发保皇党叛乱，或者是落入日本人的掌中。麦金莱如果按照一般办法，提出法案，那么，参议院很有可能否决他的法案。所以，他决定支持民主党众议员弗朗西斯·G·纽兰兹（Francis G. Newlands）提出的联合决议案。决议案最终成功通过，经麦金莱签署后，在1898年7月8日正式生效。传记作家H·韦恩斯·摩根（H. Wayne Morgan）写道：“麦金莱是美国吞并夏威夷的指引者，他坚定不移地追求这一目标。”麦金莱对秘书科特柳说：“我们需要夏威夷，吞并夏威夷带来的利益，远比我们以前吞并加利福尼亚所带来的利益多。这是昭昭天命。”夏威夷和关岛之间的環礁威克岛也在1898年7月12日纳入美国的版图之内。

### 加强海外影响力
美国对华贸易的能力，在取得多个太平洋地区的岛屿后，得到了加强。在巴黎和会召开之前，麦金莱就要求过国会成立一个委员会，寻找这一地区的贸易集会，宣传门户开放政策：所有国家都应该和中国自由地进行贸易，不应该损害中国的领土完整。接替戴的新国务卿约翰·海观察了欧洲各国对这一政策的反应：英国支持这一政策，但是俄国反对这一政策，意大利和日本同意政策的原则，但是有一个前提条件，那就是其他国家都同意这一原则。
美国对华贸易在义和团运动爆发后，一度陷入了危险之中。美国和其他西方国家的侨民在北京城被拳民围攻。1900年6月，麦金莱派出5,000名士兵，加入中国救援远征队（China Relief Expedition），参与八国联军侵华战争。次月，远征队成功救出了西方国家的侨民。但是，有几个民主党众议员发言批评麦金莱在未咨询立法机构意见的情况下，贸然派出军队到中国平乱。后来的总统得以效仿他，运用类似的军权。事件结束后，美国重申了对华政策的基础，门户开放政策。
在周边方面，麦金莱和海和英国官员，就建筑一条横跨中美洲的运河的可能性展开了协商。双方曾在1850年签署的克莱顿-布尔沃条约（Clayton–Bulwer Treaty）中承诺，不会在这一地区建筑运河。但是，美国政府在美西战争爆发后发现，建筑一条连接运河加勒比海和太平洋的运河，能方便自己维持一支两洋海军。而且，美国在亚洲开始拥有越来越多的商业和军事利益，这使得建筑运河的必要性越来越大。麦金莱因此要求重新和英国展开协商，修订条约。英国驻美大使朱利安·庞斯富特（Julian Pauncefote）和海进行了一轮协商后，同意修订条约，允许美国建筑运河，但是，运河要向所有国家的船只开放，也不能在运河周边建筑军事设施。麦金莱对此感到满意。不过，参议院对此的观点和总统并不一致，要求得到建筑军事设施的权利。海为表抗议，提出辞职。麦金莱没有接受他，还要求他继续和英国官员协商，满足参议院的要求。海最终取得了成功，双方签署了海-庞斯富特条约（Hay–Pauncefote Treaty），参议院也通过了这一条约，不过那时麦金莱已经遇刺身亡。

### 关税及货币政策

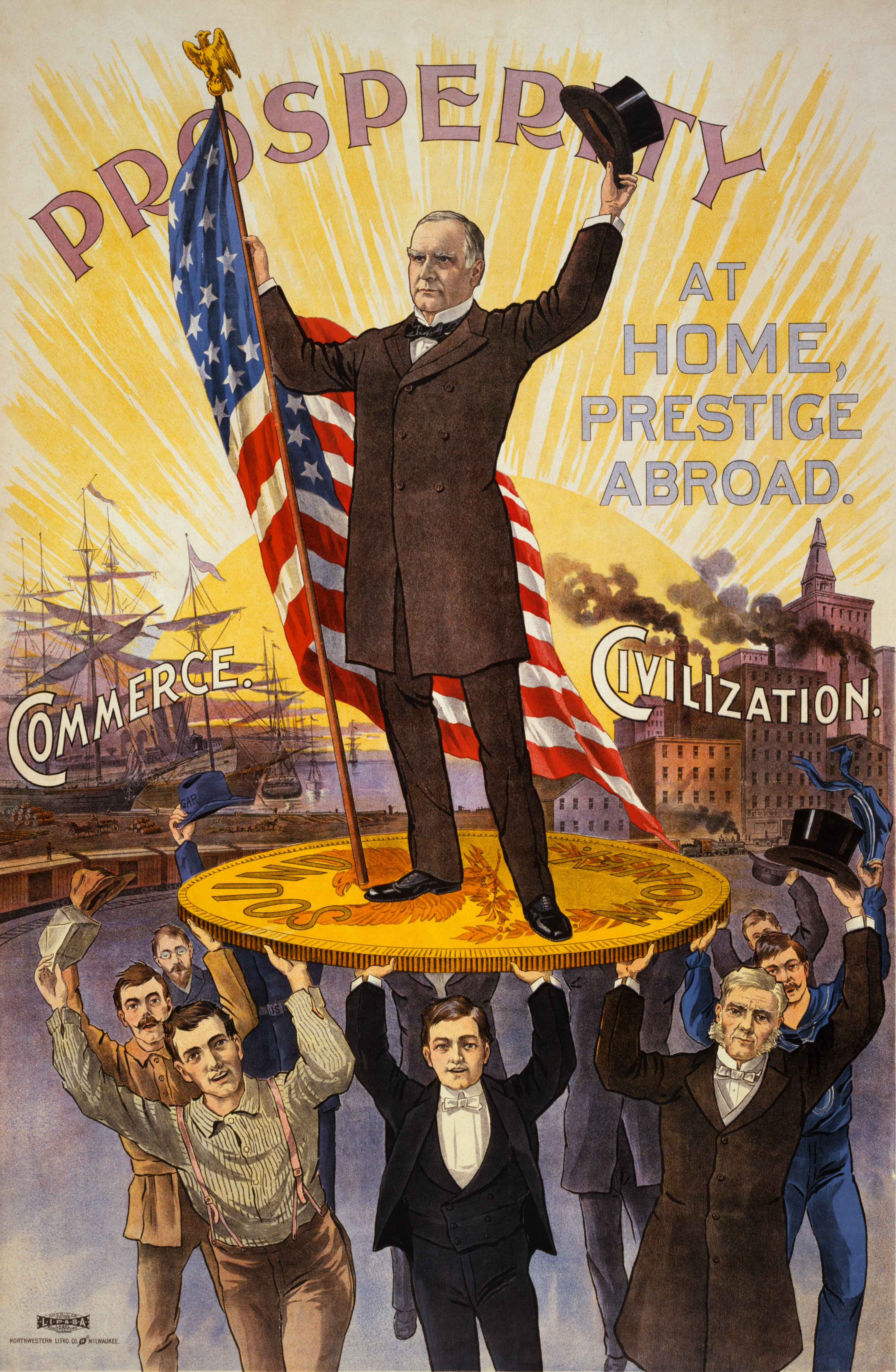
麦金莱在争取连任时所使用的海报，他立在一枚金币之上，而抬高金币的是士兵、海员、商人、工人和专业人士。

关税和货币改革这两个重要问题，在1897年，交缠了在一起。筹款委员会主席丁利提出了一个新的关税法案（后称为丁利法案），修改1894年的威尔逊-戈曼关税法案（Wilson–Gorman Tariff Act）。这一提高了羊毛、食糖和奢侈品的关税法案，得到了麦金莱的支持。向美国出口了不少奢侈品的法国商人，开始感到恐慌。众议院很快通过了法案，但是法案在参议院遇到了阻力，参议员担心法国商人会反对这一法案，所以一直在拖延时间。法国代表向美国官员提出了一个解决方案：美方降低关税，法方就会和美方合作，采用金银复本位制度。支持自由铸银的共和党参议员都支持这一方案。法案得到了上述参议员的关键性支持后，顺利通过。不过，法案的内容有所改动，对法方作出了有限的让步，不过没有降低对进口奢侈品的关税。麦金莱签署了法案，使得法案正式生效。然后，和法国开始了有关金银复本位制度的协商。
美方很快就和法方签署了有关条约，并开始和英方接触，试探后者对金银复本位的态度。英国首相索尔兹伯里勋爵对此展示出了一定的兴趣，向美国代表爱德华·O·沃尔科特（Edward O. Wolcott）透露，只要副王行政会议（Viceroy's Executive Council）的成员首肯，他就重开印度银币铸造厂。可能放弃金本位的消息泄露后，索尔兹伯里勋爵立即遭到了其他保守党成员的批评，也引起了印度殖民地政府的疑虑，索尔兹伯里勋爵不得不拒绝了美法的提议。遭到挫败后，麦金莱转向金本位制度。经济好转，使得公众对自由铸银的热情消退，而克朗代克淘金热和澳大利亚淘金热使得货币供应量在没有充足银币（白银）的情况下大幅提升。麦金莱希望通过立法，正式确认金本位制度，不过他最初慑于参议院内的自由铸银势力，没有这样做。1900年，大选即将展开，经济一片繁荣，麦金莱利用时机，要求国会通过金本位法案（Gold Standard Act）。两院通过法案后，他在3月14日用一支金笔签署了法案。

### 公民权利
黑人都希望麦金莱当选后，会推动种族平等。他在担任州长的时候，就曾经发言批评针对黑人的私刑。大部分拥有投票权的黑人都在选举中把票投给了他。不过，麦金莱首先考虑的是结束白人本位主义，而不是推动种族平等。不少黑人都因为他所推行政策和他所作出任命，而对他感到失望。黑人获得的职位等级都很低，而且，这届共和党政府中的黑人，人数比以前共和党政府中的黑人少。麦金莱依照共和党总统惯例，任命密西西比州黑人参议员布兰奇·K·布鲁斯（Blanche K. Bruce）担任财政部登记官。除此之外，他也任命了几个黑人为地方，包括佐治亚州的邮政局长。佐治亚州奥古斯塔的白人因此表示抗议，迫使麦金莱撤换了那名黑人官员。这名官员后来得到了补偿，获任命为财政部登记官，接替布鲁斯。获麦金莱任命为官员的黑人还有曾是奴隸的乔治·B·杰克逊（George B. Jackson），他获得的职位是德克萨斯州普雷西迪奧（Presidio）的海关关长。不过，黑人还是感到了失望，因为他们之前对他期望过高，获任命为官员的黑人还是太少。
麦金莱政府很少对种族暴力作出回应，使得他失去了黑人的支持。他没有谴责在佐治亚州和南卡罗来纳州袭击黑人邮政局长的暴徒。黑人领袖批评麦金莱对暴行坐视不理，但是，支持麦金莱的人则回应道，总统能做的事情有限。批评家声称，他至少能效仿哈里森总统，公开批评这种行为。

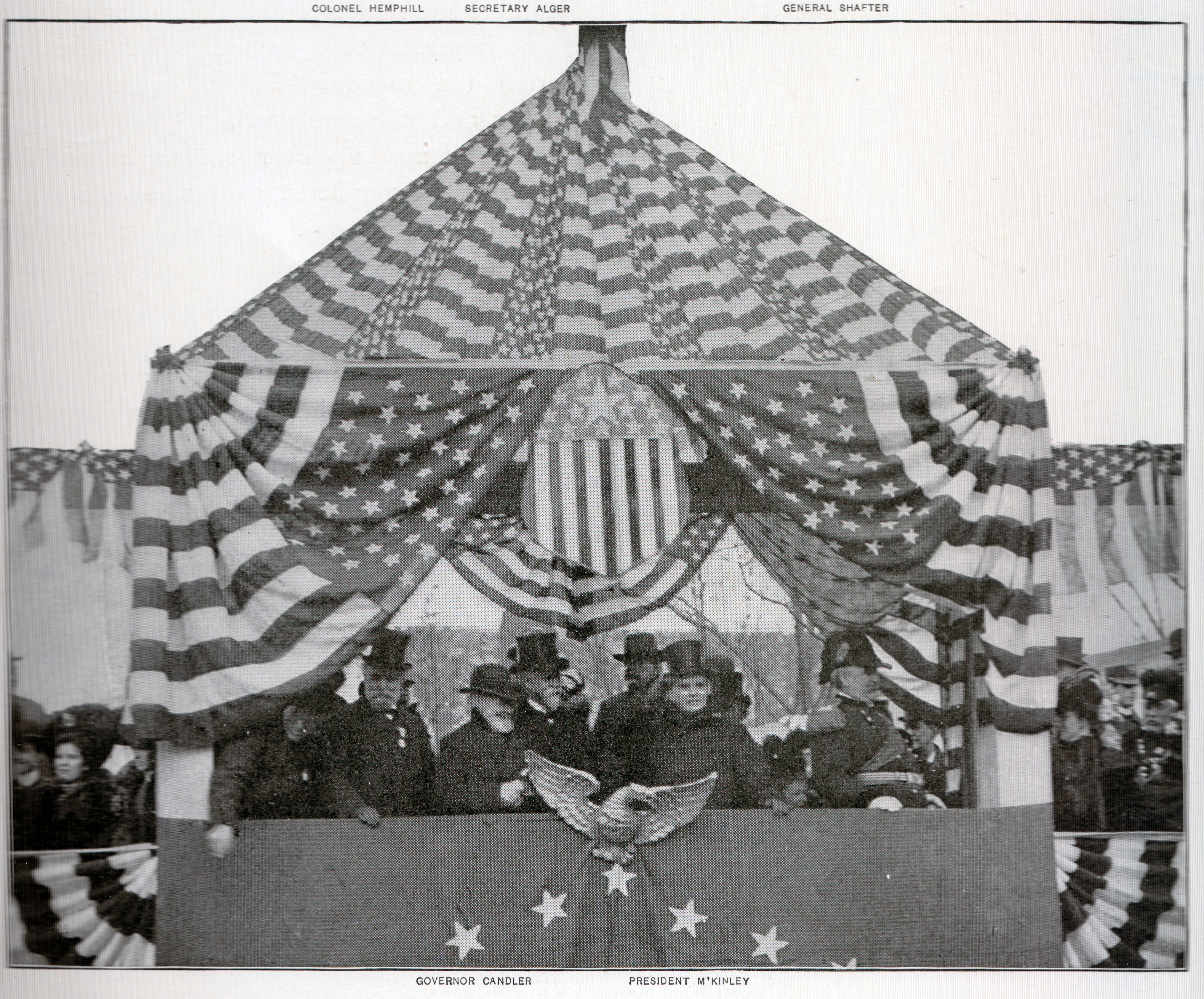
威廉·麦金莱（中右）和阿伦·D·坎德勒（中左）、威廉·鲁弗斯·沙夫特（中右），在亚特兰大阅兵仪式上检阅部队。相片中没有黑人。摄于1898年12月15日。

根据历史学家Clarance A. Bacote的说法，黑人在美西战争之前，都错误地把麦金莱视为有史以来最好的朋友。黑人以为，美西战争是展示自己的爱国之心的绝佳机会。黑人士兵在埃尔卡内（El Caney）和圣胡安山战役中的表现都十分勇敢。在和平时期，黑人士兵都是精锐单位的成员。不过，他们在进攻古巴前，从西部开往坦帕集结之时，仍然受到了白人的骚扰。麦金莱在黑人的压力后任命了几名黑人担任级别在中尉以上的军官。黑人士兵在战时的英勇表现，并未结束南部紧张的种族关系。1898年，北卡罗来纳州的威尔明顿就爆发了种族暴力事件，11名黑人遇害。同年末，麦金莱为了化解矛盾，南下进行巡游。他参观了塔斯基吉大学，探访了布克·華盛頓，并在佐治亚州，臂缠黑巾发表了演说。麦金莱还参观了联盟纪念馆。但是，他在行程中，对种族矛盾、种族暴力只字不提。白人以极高的热情欢迎总统的道来。不过，很多不能加入官方迎接委员会的黑人，都因为麦金莱的言行，而感到自己备受疏离。
传记作家古尔德（Gould）和菲利普都认为，麦金莱在经常通过种族隔离法案的南部，作为有限。而且，他即使在这样的情况下，做得也比后来的两位总统（分别是宣传种族平等的西奥多·罗斯福和支持种族隔离的伍德罗·威尔逊）好。不过，古尔德也说，“麦金莱缺乏超越时人和指向美好未来的眼光。”

### 任命法官
最高法院大法官史提芬·约翰逊·菲尔德（Stephen Johnson Field）退休后，麦金莱任命总检察长约瑟夫·麦肯纳（Joseph McKenna）接替者。此举引起了一定的争议。部分参议员认为，麦肯纳和铁路公司的联系太大，同时，他没有资格担任最高法院大法官。尽管如此，国会在表决时还是一致通过了这一任命。麦肯纳在上任前，为了应付批评他的人，在哥伦比亚法学院上了几个月课。
除此之外，麦金莱还任命了6名上诉法院法官，28名地区法院法官。

### 争取连任

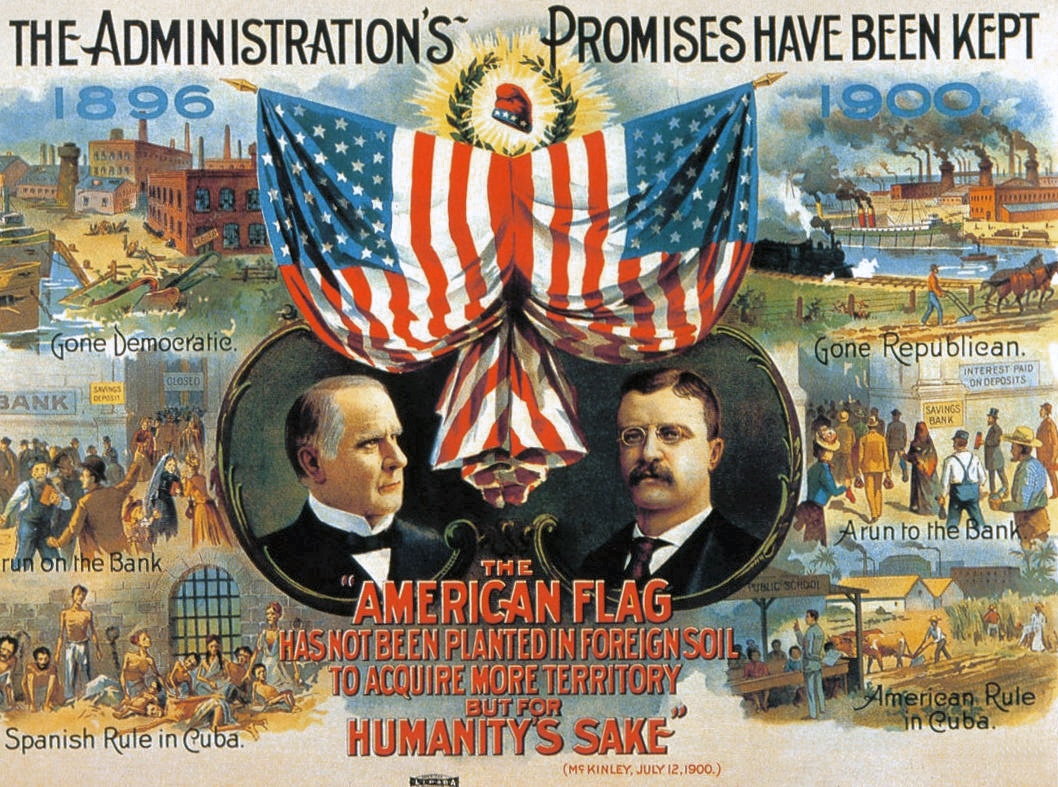
麦金莱以任内的经济、军事成就为焦点，进行宣传，成功连任。

麦金莱认为自己在争取连任时的胜算很高，因为共和党在上一年的州、地方选举中，普遍取得了胜利。而他在第一任期内取得的人气，也为他确保了党内题名。唯一的问题是，提名谁为副总统 - 霍巴特在上一年逝世了。麦金莱本来想选择接替阿尔杰的陆军部长罗脱，不过，他后来又觉得陆军部长这个职位实在太适合罗德了，不值得把他调离岗位。他也考虑了党内其他重要人物，如阿里森和柯尼利尔斯·N·布利斯（Cornelius N. Bliss），不过他们的人气都比不上政坛新星西奥多·罗斯福。他在担任海军副部长时的表现极其出色，在美西战争爆发后，他又辞去职务，组织了一支志愿军，和其他美军部队一起攻占了古巴。罗斯福在战斗中极其英勇，战争完结后，凯旋归国。然后，他又当选为纽约州州长，在任内推行改革，政绩不俗。他的支持者都建议麦金莱选他为自己的助手，而罗斯福自己也视之为大好机会 - 方便他在下届大选参选总统。麦金莱没有公开表态，但是，汉纳坚决反对总统选他为助手。汉纳觉得他太过浮躁了，除此之外，他还会遭到政治老板和反对改革的保守派人士的反对。
全国大会召开的时候，共和党党内，还没有副总统候选人取得了明显的优势。不过，罗斯福得到的支持最为广泛。麦金莱重申，他把选择副总统候选人的权利交给了大会。6月21日，与会代表一致通过了再度提名他为总统候选人的议案，而罗斯福也在第一轮投票中当选为副总统候选人。民主党的大会则在次月召开，会上，布莱恩再次当选民主党总统候选人。这使得1900年大选，就像1896年大选的复赛一样。候选人虽然一样，但是，大选的议题已经改变。货币政策虽然受到了不少人的关注，不过，共和党选择了对他们更为有利的议题 - 政治胜利、经济繁荣，进行宣传。民主党扬长避短，集中力量宣传托拉斯和公司所造成的问题，把麦金莱描绘成资本和大商企的仆人。和上次大选一样，布莱恩再次巡游全国，发表演说，麦金莱也再次留在家中，甚至只发表了一个演说，那就是接受提名的演说。罗斯福代替麦金莱，发表了很多演说。汉纳在此期间，解决了一个罢工事件，为麦金莱铺平了道路。布莱恩和以前一样，没有取得选民的支持。1900年11月6日，他如自己所料的一样，再度当选为总统。共和党在大选中取得的优势是自1872年以来，前所未有的。只有南方基地（Solid South）仍然支持布莱恩 - 就连布莱恩的家乡，內布拉斯加州都选了麦金莱为总统。

### 遇刺身亡

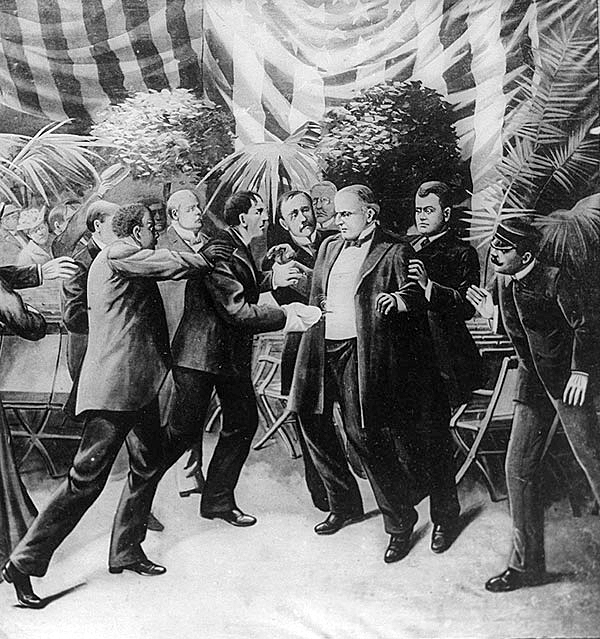
麦金莱遇刺假想图。

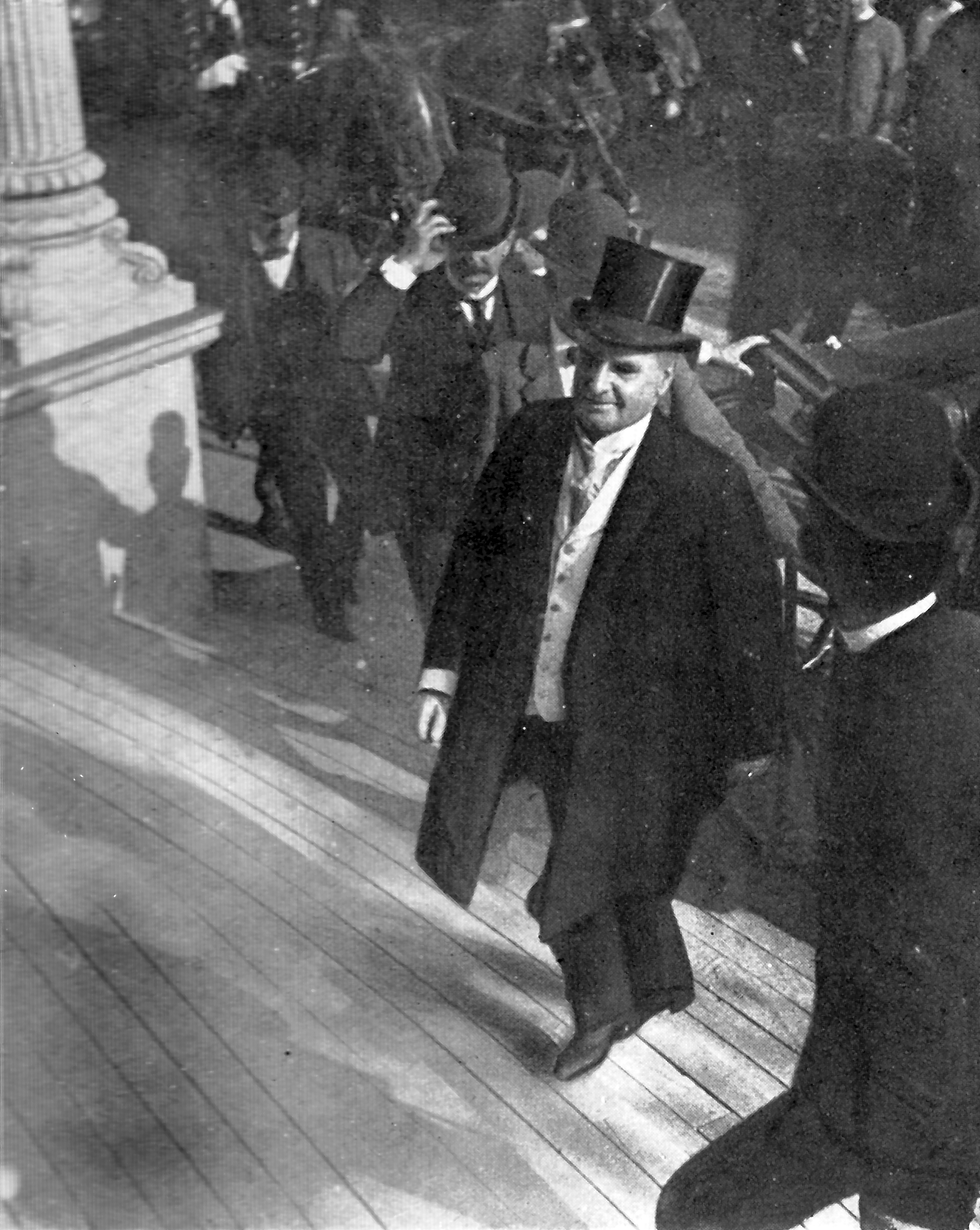
麦金莱在遇刺之前步入音乐殿。

麦金莱发表完第二个就职演说后，就和夫人一起巡游全国，为期六星期。两人乘坐火车，穿过南部，到达西南部，又由西岸回到东岸，最后，他们决定到纽约州水牛城参观泛美博览会（Pan-American Exposition），结束行程。然而，第一夫人在加利福尼亚州染病。总统為此减少了在公众场合出现的次数，取消了一系列有关贸易互惠的演说。同时，他延迟了参观博览会的时间，计划在华盛顿停留一个月，在坎顿停留两个月，然后再参观博览会。
麦金莱的秘书科特柳，见到欧洲无政府主义者经常进行刺杀活动，就要求总统取消一些活动，以防不测。麦金莱没有接受他的要求。科特柳只好加强了保安。9月5日，总统到博览会，在50,000人面前，作最后一次演说。他在演说中声称，和各国签署互惠条约，将会为美国制造业开辟海外市场。麦金莱把演说视为第二任期的计划基调。
听众当中有一人（里昂·乔戈什），准备刺杀麦金莱。他设法靠近了讲台，但是没有动手，因为他不确定他能不能击中目标。在此之前，乔戈什听了埃玛·戈尔德曼的演说，决定要作出一些举动。他首先决定要接近麦金莱，然后又在9月4日决定要刺杀他。麦金莱演说当日，他的行动失败了。次日，他在博览会音乐殿（Temple of Music），等候总统自尼亚加拉瀑布归来。他用手帕包裹着手枪，然后排队准备接受总统欢迎。乔戈什见到总统后，就对着他的腹部连续开了两枪。
麦金莱中枪后，对秘书科特柳说自己的伤势并不严重。又请求助手婉转地告知第一夫人他遇刺的消息。同时间，他要求民众不要殴打刺客，救了他一命。麦金莱被电动救护车运到博览会的医院。医院虽然有手术室，但是却只能应付一些小病痛。这时他们发现，其中一颗子弹击中了衣纽，产生了弹道偏转，只造成了擦伤。科特柳选了第一批赶到现场的外科医生马修·D·曼恩（Matthew D. Mann）进行手术。曼恩很少做胃部手术，也很少处理枪伤病案。他找不到另一颗子弹的位置，唯有清洁、缝起伤口。手术过后，总统被人移到米尔本楼（Milburn House）。第一夫人也在这里得知总统遇刺，不过她的情绪十分稳定。
麦金莱此后的病情明显好转。医生查爾斯·麥克伯尼对外透露的病情公布，也越来越乐观。赶到水牛城的阁员也四散而去了。就连副总统罗斯福也去了阿第倫達克山脈露营。利奇写道：
很难解释总统的医生为何会那么乐观。他的伤口会化脓，这个危险十分明显。因此，他肯定会病逝，因为控制伤口感染的药物尚未现世...麦克伯尼医生是罪魁祸首。处理这件病案的医生中，只有他来自大城市。他向访问他的人透露，他对总统的病情非常乐观，误导了美国公众。

9月12日，麦金莱的医生准许他食吐司、饮咖啡。结果他无法消化以上食物。这时，坏疽已经在麦金莱的胃壁上不断生长，通过血液，使得他慢慢中毒。次日早上，他的病情突然恶化。副总统随即得到了这一消息。晚上，麦金莱苏醒过来，意识到自己的病情已经十分严重，说：“各位先生，这是没有用的。我想我们应该祈祷。” 他的亲属朋友围绕了病床，他的妻子抽泣着说，她想和他一起离世。麦金莱说：“我们都会离世，我们都会离世”，“上帝的旨意，而不是我们的旨意会奉行。”一些人称以上的说话就是他的遗言。他也有可能唱了與主更親近的部分段落。当晚，马克·汉纳也赶到了米尔本楼，在麦金莱身边说：“总统先生？”麦金莱没有反应。汉纳不再拘谨，叫道：“威廉，威廉，难道你不认识我吗？”
1901年9月14日凌晨2时15分，麦金莱逝世，副总统羅斯福这时正急速赶回水牛城。当日下午，他在水牛城的朋友家中，穿着借来的正式服装，宣誓成为总统，并发誓会继续实践麦金莱的政治纲领。刺客在麦金莱逝世后九日，被控谋杀，被判有罪，于9月26日判处死刑，在1901年10月29日用电椅执行。

## 葬礼、纪念、评价

### 葬礼

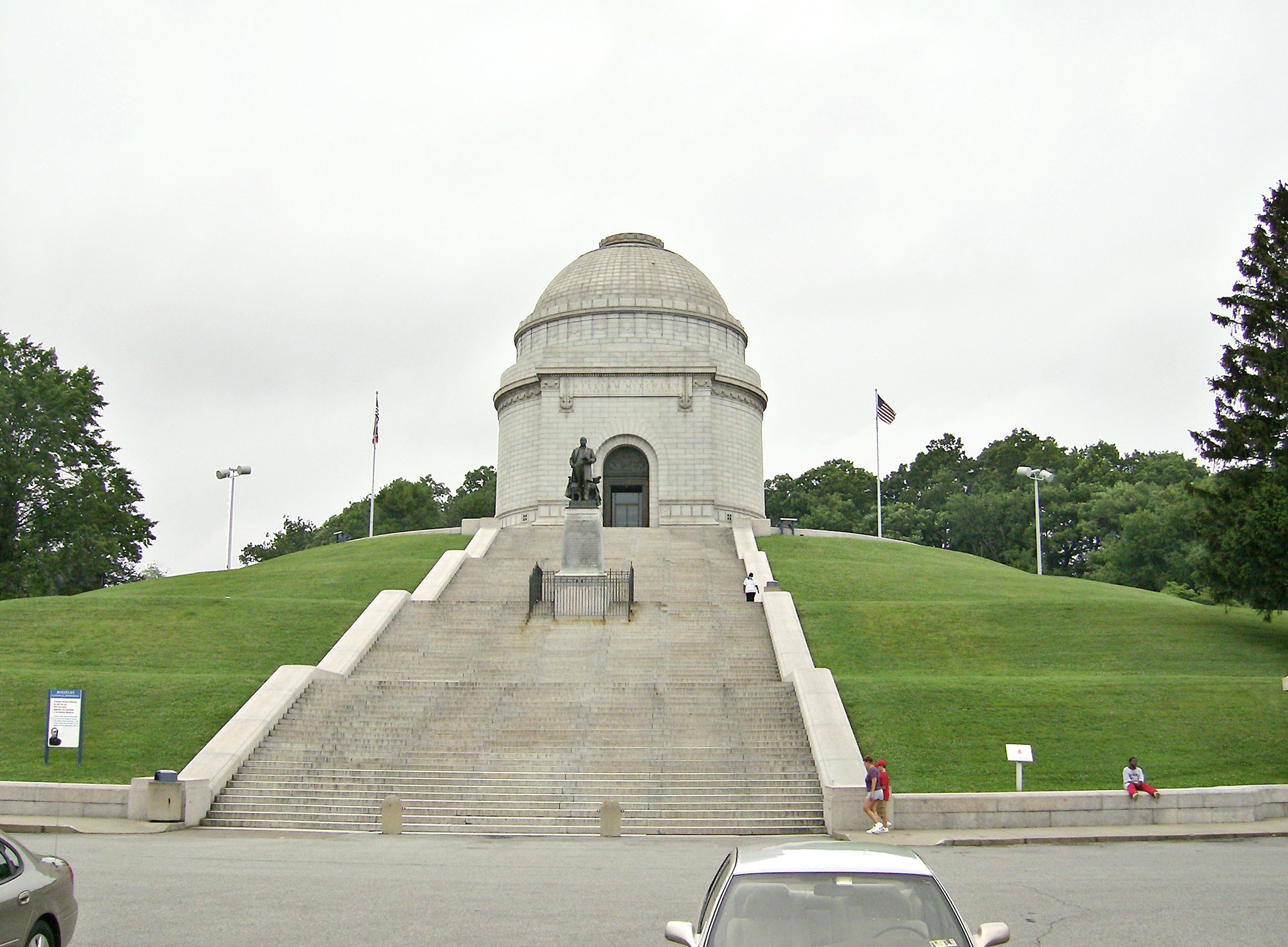
麦金莱位于坎顿的墓地。

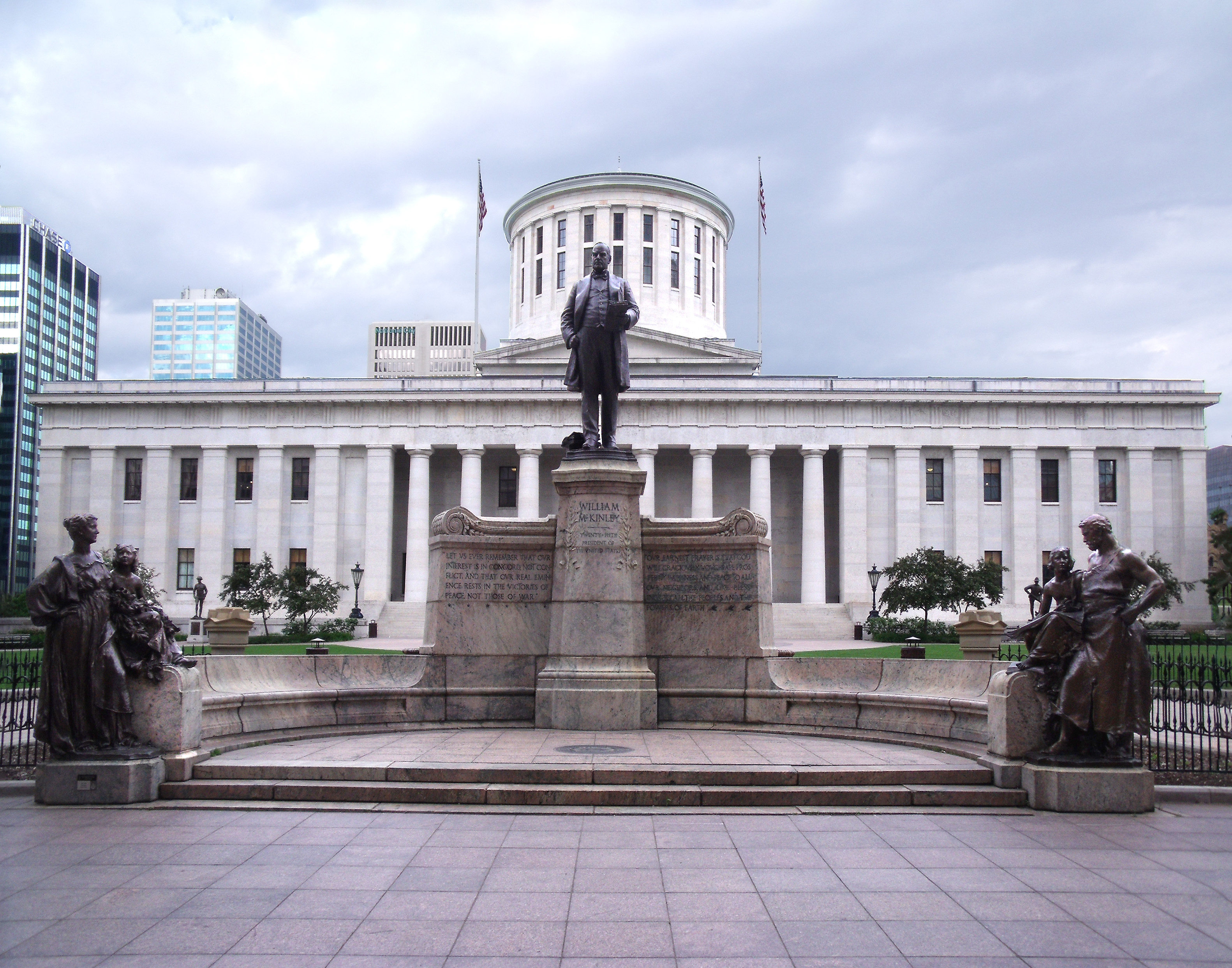
立于俄亥俄州哥伦布州议会之前的麦金莱纪念碑。

古尔德写道：“全国在麦金莱逝世后，感受到一股真正的悲伤的浪潮。”股市面对这种情况，突然急遽下跌，不过大部分人都没有在意，因为他们忙于悼念总统。全国都把目光聚焦在运送总统遗体的火车上。火车首先去了华盛顿，在白宫东厅展示了一段时间，然后又在国会展示了一段时间。此后，遗体由火车运往坎顿。成千上万人在雨中等候了几个小时，瞻仰麦金莱陈列于国会大厦的遗体。遗体运抵坎顿后，同样有成千人瞻仰了总统的遗容。次日，第一循道宗教堂为麦金莱举行了葬礼。棺木随即密封运往麦金莱宅邸，他的家属在那里最后一次瞻仰他的遗容。最后，棺木被人运往西草坪墓园暂时存放，等待为他而建的纪念堂落成。
很多人都预测，麦金莱夫人很快会随丈夫一起逝世。麦金莱家的朋友甚至说，麦金莱逝世了，他们就应该准备两场葬礼。事实证明他们的预测都是错误的。丈夫的遗体经由火车回到坎顿时，艾达也有随行。利奇写道：“这一次迂回曲折的行程，对这名蜷缩在车厢内，祈求上帝把她一同带走的女子来说，是一个残酷的考验。”她因为情绪问题，无法出席在华盛顿和坎顿举行的葬礼。此后，艾达直到在1907年逝世为止，都一直在坎顿居住。她逝世后不久，麦金莱纪念堂就完成建设了。麦金莱一家（麦金莱及其妻女）的遗体都被人迁移到这个俯视整个坎顿市的纪念堂。

### 其他纪念设施
美国也有其他纪念麦金莱的设施。在他的出生地，就有麦金莱诞生纪念堂（National McKinley Birthplace Memorial）。也有俄亥俄州的学校以他为名。他身后，有成千上万人捐款为他建造纪念堂，金额接近一百万。菲利普认为，这反映出俄亥俄州的居民的期望 - 将麦金莱和美国其他伟大的总统相提并论。很多州份都有他的雕像。也有很多街道、民政机构、图书馆以他为名。阿拉斯加州中部，北美最高的丹奈利峰在改名之前，也是以他为名。

### 评价

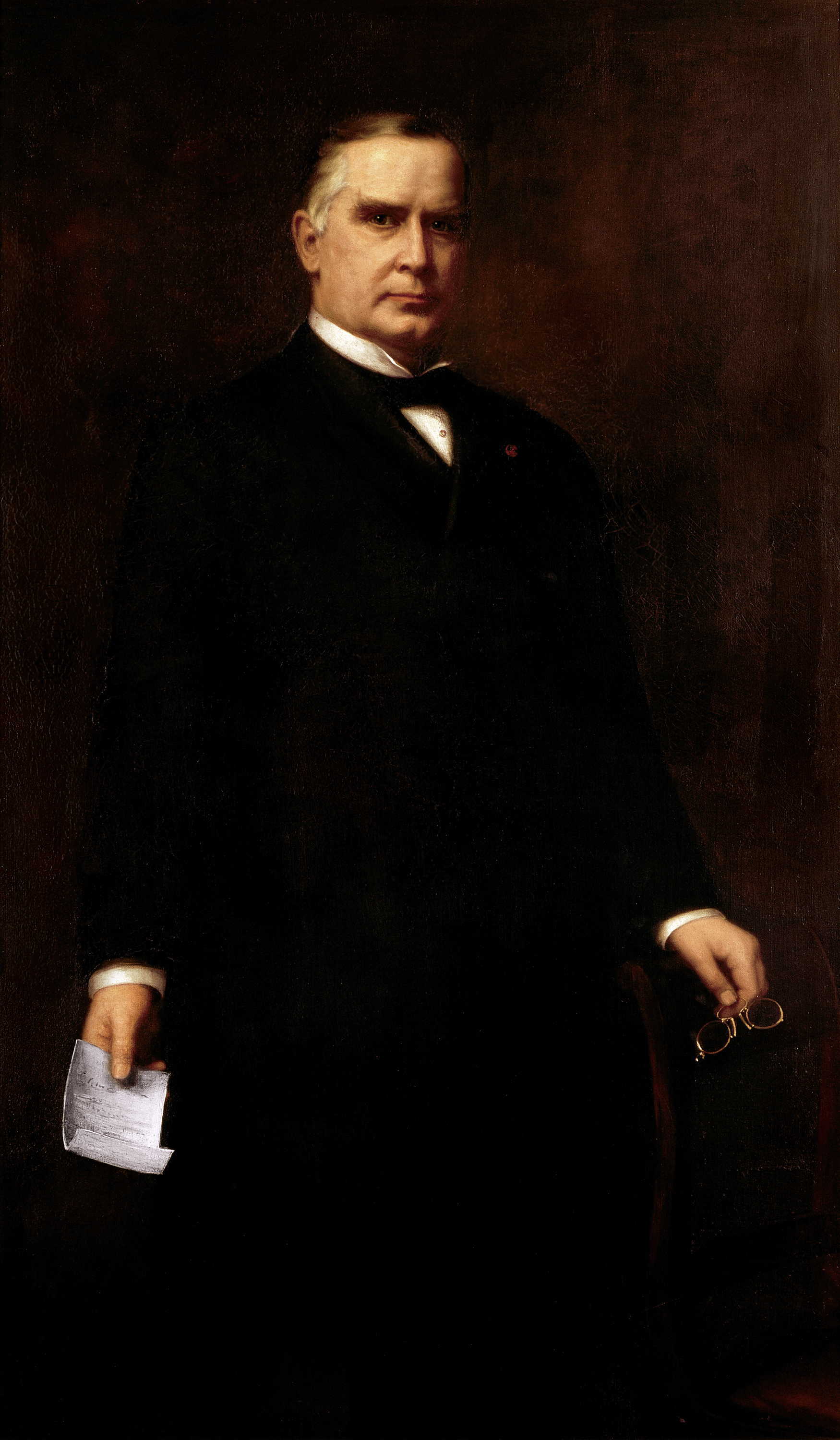
威廉·麦金莱白宫官方肖像。

正如传记作家H·韦恩斯·摩根所言，麦金莱在逝世时，是美国历史上最受爱戴的总统。不过，年轻、活跃的罗斯福在他身后，很快就吸引了公众的眼光。新总统没有继续贸易互惠政策。罗斯福担任总统时推行的政策充满争议，不过也维护了公众利益。到了1920年，按早古尔德的话来说，麦金莱时期不过是“充满活力和能量的西奥多·罗斯福上台前的一段平淡无奇的前奏”。20世纪40年代过后，学界对麦金莱的评价变得更为正面。在各个美国总统评价调查之中，他的排名居中，和同一时代的其他总统，如海斯和克利夫兰相近。摩根认为，他相对较低的排名，是因为他作出了很多对美国的未来影响深远的决定，而他作决定时，喜欢顺从公众意见，而不是引领公众，但是，今日的公众对总统的期望，已经和昔日的不同，所以，他的评价因此受到了负面影响。
大部分历史学家都认为，1896年的大选代表着美国政治，由第三党制时代，进入第四党制时代。肯尼思·F·沃伦（Kenneth F. Warren）强调，以麦金莱为首的人，承担了将美国转型为一个支持工商业发展的现代化国家的责任。历史学家丹尼尔·P·克林哈特（Daniel P. Klinghard）则声称，麦金莱在1896年大选中的展现出了出色的能力，使得他有机会代表人民之声，重塑总统这一职位，而不是简单地依照政党路线去执政。最近，虽然出现了一些推崇麦金莱的人（如共和党政治家卡尔·罗夫），但是，也有一些学者开始质疑麦金莱在政治转型中的作用，认为1896年的大选并不是两个时代的分水线。另一个历史学家声称，政治转型是渐进的，不是一时之间，在麦金莱等人的推动之下完成的。
历史学家菲利普认为麦金莱的排名不应如此低，人们应该把他和美国历史上的伟大总统，如乔治·华盛顿和亚伯拉罕·林肯相提并论。他指出，麦金莱成功建立了一个联盟，使得共和党能在整整一代人的时间里一直执政。菲利普又说，他伟大的另外一个原因是，在总统任内训练了不少出色的政治家，当中包括秘书科特柳（在罗斯福时期担任过三个内阁级职位）和货币主计长道斯（在柯立芝时期担任副总统），还有国务卿戴（获罗斯福提名为最高法院大法官）和菲律宾总督塔夫脱（接替罗斯福担任总统）。
麦金莱在任内推动领土扩张，引起了另一个争议。不少历史学家都认为，美西战争结束，美国领土扩张，标志着美利坚帝国主义的开始。摩根则认为，这不过是有关美国崛起的讨论。他觉得有关讨论会一直存在，但是，如果要评价麦金莱的举动的话，那么，他的举动的确改变了菲律宾人和古巴人的生活。
摩根对有关麦金莱的讨论，也是有关美国近期外交政策的讨论，作出了暗示：

麦金莱参与了几件美国历史上最重要的事件。他的决定塑造了美国未来的政策和公众态度。仔细研究他的生平的学者，对他的评价都很高。不认同他的人，也视他为一个活跃的、有责任的、明智的决策者。他充满威严的言行举止和灵活的政治手腕令他和大众有一段距离。但是，他现在又回到了焦点的中心。

## 政府及内阁官员列表

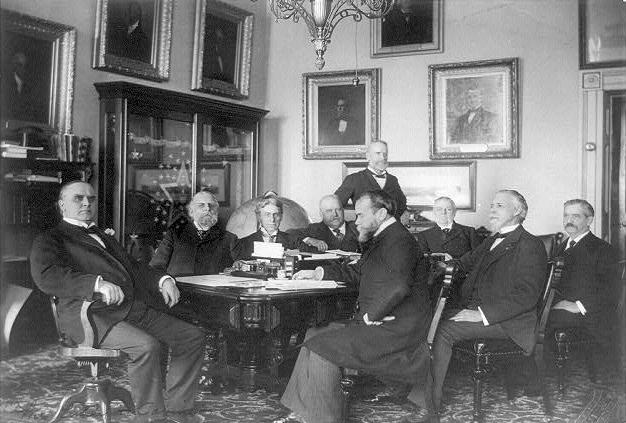
麦金莱总统及其阁员
由左至右为：威廉·麦金莱、利曼·J·盖奇、约翰·W·格里格斯、约翰·D·隆、约翰·海、詹姆斯·威尔逊、柯尼利尔斯·N·布利斯、罗素·A·阿尔杰、查尔斯·E·史密斯

### 引用
1. 1 2 3  Leech，第4頁; Morgan，第2頁.
2. ↑  Armstrong，第4–6頁; Morgan，第2–3頁; Phillips，第13頁.
3. ↑  Phillips，第17–18頁; Armstrong，第8頁; Morgan，第10–11頁.
4. ↑  Phillips，第16頁; Leech，第4–5頁.
5. ↑  Morgan，第9–10頁.
6. ↑  Phillips，第20頁; Armstrong，第5頁.
7. ↑  Armstrong，第6頁; Morgan，第11–12頁.
8. ↑  Armstrong，第1頁.
9. ↑  Armstrong，第3–4頁; Phillips，第20–21頁.
10. 1 2 3  Armstrong，第8–10頁.
11. ↑  Armstrong，第10–11頁.
12. ↑  Armstrong，第12–14頁.
13. ↑  Hoogenboom，第120–121頁; Armstrong，第14頁.
14. ↑  Armstrong，第15–16頁.
15. ↑  Hoogenboom，第125–126頁; Armstrong，第18–22頁.
16. ↑  Armstrong，第22–23頁.
17. ↑  Hoogenboom，第128–130頁; Armstrong，第24–25頁.
18. ↑  Armstrong，第25–29頁; Phillips，第21頁.
19. ↑  Hoogenboom，第136–141頁; Armstrong，第30–33頁.
20. ↑  Hoogenboom，第141–143頁; Armstrong，第33–36頁.
21. ↑  Hoognboom，第141–143頁; Armstrong，第33–36頁.
22. ↑  Hoogenboom，第146–148頁; Armstrong，第36–38頁.
23. 1 2 3  Armstrong，第38–41頁; Phillips，第21頁.
24. ↑  Armstrong，第43–44頁.
25. 1 2  Armstrong，第44–45頁.
26. ↑  Hoogenboom，第157–158頁; Armstrong，第47–55頁.
27. 1 2 3 4 5  Hoogenboom，第162–164頁; Armstrong，第63–65頁.
28. 1 2 3  Hoogenboom，第166–168頁; Armstrong，第66–69頁.
29. ↑  Armstrong，第70–71頁.
30. ↑  Hoogenboom，第168–169頁; Armstrong，第72–73頁.
31. ↑  Hoogenboom，第170–171頁; Armstrong，第75–77頁.
32. ↑  Armstrong，第78–80頁.
33. ↑  Hoogenboom，第172–173頁; Armstrong，第80–82頁.
34. 1 2 3 4  Armstrong，第84–91頁.
35. 1 2  Armstrong，第95–96頁.
36. ↑  Armstrong，第98–99頁.
37. ↑  Armstrong，第99–101頁.
38. 1 2  Armstrong，第103–105頁.
39. ↑  Morgan，第28–30頁.
40. 1 2 3  Morgan，第30–31頁.
41. 1 2  Morgan，第31–33頁; Leech，第12, 21頁.
42. 1 2  Leech，第11–12頁.
43. 1 2 3  Morgan，第34–35頁.
44. 1 2 3 4 5 6 7  Morgan，第37–39頁; Leech，第16–20頁.
45. 1 2  Morgan，第39–40頁.
46. 1 2 3 4  Morgan，第40–41頁; Weisenburger，第78–80頁.
47. 1 2  Morgan，第42頁.
48. 1 2  Morgan，第43頁.
49. ↑  McElroy，第31頁.
50. ↑  Leech，第20頁.
51. ↑  Leech，第37頁.
52. ↑  Morgan，第47頁.
53. ↑  Horner，第180–181頁.
54. ↑  Morgan，第46–47頁; Horner，第181–182頁.
55. ↑  Leech，第36–37頁; Phillips，第42–44頁.
56. ↑  Morgan，第55頁.
57. ↑  Phillips，第60–61頁.
58. ↑  Morgan，第73–74頁.
59. ↑  Horner，第59–60, 72–78頁.
60. ↑  Horner，第80–81頁.
61. ↑  Phillips，第27, 42–43頁.
62. ↑  Phillips，第27頁.
63. ↑  Morgan，第54頁.
64. ↑  Morgan，第59–60頁.
65. ↑  Morgan，第60–62頁.
66. ↑  Jensen，第150–151頁.
67. ↑  McKinley，第464頁.
68. ↑  Jensen，第151–153頁.
69. ↑  Horner，第46頁.
70. ↑  Morgan，第117–119頁.
71. ↑  Williams，第50頁.
72. ↑  Horner，第86–87頁.
73. ↑  Williams，第117頁.
74. ↑  Gould，第7頁.
75. ↑  Williams，第122頁.
76. ↑  Horner，第92–96頁.
77. ↑  Morgan，第128–129頁.
78. ↑  Morgan，第129–130頁.
79. 1 2  Morgan，第130–134頁.
80. ↑  Phillips，第67頁.
81. ↑  Phillips，第69–70頁.
82. ↑  Phillips，第61頁.
83. ↑  Horner，第81頁.
84. ↑  Horner，第92頁.
85. ↑  Jones，第103頁.
86. ↑  Jones，第105頁.
87. ↑  Williams，第57頁.
88. ↑  Jones，第119–125頁.
89. ↑  Jones，第117–119頁.
90. ↑  Phillips，第71–72頁.
91. ↑  Horner，第159–162頁.
92. ↑  Williams，第59頁.
93. ↑  Phillips，第52, 81–82頁.
94. ↑  Cherny，第55–56頁.
95. ↑  Jones，第177頁.
96. ↑  Gould，第10–11頁.
97. ↑  Leech，第85–87頁.
98. 1 2  Williams，第130–131頁.
99. 1 2  Leech，第88–89頁.
100. ↑  Harpine，第52頁.
101. ↑  Williams，第131, 226頁.
102. ↑  Jones，第285頁.
103. ↑  Jones，第176–177頁.
104. ↑  Horner，第272, 318頁.
105. ↑  Jones，第332頁.
106. ↑  Leech，第95頁.
107. ↑  Kazin，第68頁.
108. ↑  Phillips，第75頁.
109. ↑  Morgan，第184頁.
110. ↑  Kazin，第76–77頁.
111. ↑  Williams，第xi頁; Phillips，第3, 77頁.
112. ↑  Phillips，第73–77頁.
113. ↑  Phillips，第77頁.
114. ↑  Phillips，第207–208頁.
115. 1 2 3  Gould，第17–18頁.
116. 1 2 3  Morgan，第194–195, 285頁; Leech，第152–153頁.
117. ↑  Gould，第15頁; Horner，第236–238頁.
118. ↑  Gould，第14頁.
119. ↑  Morgan，第199–200頁.
120. ↑  Phillips，第127頁.
121. ↑  Gould，第16–17, 174–176頁.
122. ↑  Connolly，第29–31頁.
123. ↑  Horner，第139–140, 240–241頁.
124. ↑  Gould，第60頁.
125. ↑  Gould，第61頁.
126. ↑  Leech，第148頁.
127. ↑  Gould，第65–66頁.
128. ↑  Gould，第68–70頁.
129. ↑  Gould，第71–72頁.
130. ↑  Gould，第74頁.
131. ↑  Leech，第171–172頁.
132. ↑  Leech，第173頁; Gould，第78–79頁.
133. ↑  Gould，第79–81頁.
134. ↑  Gould，第86–87頁.
135. ↑  Gould，第91–93頁.
136. ↑  Gould，第102–103頁.
137. ↑  Gould，第94頁; Leech，第191頁.
138. ↑  Leech，第203–207頁.
139. ↑  Gould，第96頁.
140. ↑  Gould，第97–98頁.
141. ↑  Gould，第101頁.
142. ↑  Morgan，第467–468頁.
143. ↑  Leech，第214–215頁.
144. ↑  Gould，第104–106頁.
145. ↑  Gould，第107–109頁.
146. ↑  Leech，第249–252頁.
147. ↑  Gould，第109–110頁.
148. ↑  Leech，第253–258頁.
149. 1 2  Gould，第110–112頁.
150. 1 2 3  Gould，第112–113頁.
151. ↑  Gould，第117頁.
152. ↑  Gould，第116頁.
153. ↑  Gould，第118–119頁.
154. ↑  Gould，第120–121頁.
155. 1 2  Gould，第142–143頁.
156. ↑  Gould，第144–150頁; Morgan，第320頁.
157. ↑  Gould，第48頁.
158. ↑  Morgan，第222頁.
159. 1 2  Gould，第49–50頁.
160. 1 2  Gould，第98–99頁.
161. ↑  Morgan，第223頁.
162. ↑  Morgan，第225頁.
163. ↑  McCormick，第162頁.
164. ↑  McCormick，第155頁.
165. ↑  Gould，第201頁.
166. 1 2  Gould，第220–222頁.
167. 1 2  Lafeber，第714頁.
168. ↑  Gould，第233頁.
169. 1 2  Gould，第196–198頁.
170. 1 2 3 4  McCullough，第256–259頁.
171. 1 2 3  Gould，第40頁.
172. ↑  Gould，第41頁.
173. ↑  Morgan，第211–212頁.
174. ↑  Gould，第42–44頁.
175. 1 2  Gould，第44–45頁.
176. 1 2  Gould，第45–46頁.
177. ↑  Morgan，第217–218頁.
178. ↑  Nichols，第586頁; Gould，第46頁.
179. ↑  Morgan，第218–219頁.
180. ↑  Gould，第169–171頁.
181. 1 2 3  Gould，第153–154頁.
182. ↑  Louisiana Historical Assoc, Cohen.
183. ↑  Gould，第155頁.
184. ↑  Bacote，第234頁.
185. 1 2  Gould，第156–157頁.
186. ↑  Bacote，第235–237頁; Leech，第348頁.
187. ↑  Gould，第159–160頁; Phillips，第149頁.
188. ↑  Gould，第94頁.
189. 1 2  Semonche，第374頁.
190. ↑  Pratt，第29頁.
191. ↑  Federal Judicial Center.
192. ↑  Gould，第207–208頁.
193. ↑  Gould，第213–214頁.
194. 1 2 3 4 5  Gould，第215–217頁.
195. ↑  Phillips，第120–122頁.
196. ↑  Leech，第531–533頁.
197. ↑  Horner，第260–266頁.
198. ↑  Gould，第218頁.
199. ↑  Leech，第540–542頁.
200. ↑  Gould，第219–220頁.
201. ↑  Gould，第226–227頁; Leech，第543–544頁.
202. ↑  Gould，第227–228頁; Leech，第544–546頁.
203. ↑  Leech，第549–557頁.
204. ↑  Gould，第228頁.
205. ↑  Gould，第229頁; Leech，第558頁.
206. 1 2  Leech，第559頁.
207. ↑  Miller，第289–290頁.
208. ↑  Gould，第247–249頁.
209. ↑  Miller，第294頁.
210. 1 2  Miller，第298–300頁.
211. ↑  Gould，第250–251頁.
212. ↑  Miller，第297–298頁.
213. ↑  Miller，第300–301頁.
214. ↑  Miller，第301–302頁.
215. ↑  Leech，第596–597頁; Miller，第312–315頁.
216. ↑  Miller，第315–317頁; Morgan，第401–402頁.
217. ↑  Leech，第599頁.
218. 1 2 3 4  Leech，第600–601頁; Miller，第318–319頁; Morgan，第401–402頁.
219. ↑  Miller，第331–332頁.
220. ↑  Miller，第321–330頁.
221. 1 2 3  Gould，第252頁.
222. ↑  Morgan，第402–403頁.
223. ↑  McElroy，第167頁.
224. ↑  Morgan，第403頁.
225. 1 2  Miller，第348頁.
226. ↑  Leech，第602頁.
227. ↑  McElroy，第189–193頁; Morgan，第406頁.
228. 1 2  McElroy，第189頁.
229. ↑  Olcott，第388頁.
230. ↑  Phillips，第161頁.
231. ↑  Morgan，第404頁.
232. ↑  Morgan，第472頁.
233. ↑  Nice，第448頁.
234. ↑  Kenneth F. Warren. . SAGE. 2008: 211  [2013-04-22]. （原始内容存档于2013-05-26）.
235. ↑  Klinghard，第736–760頁.
236. ↑  Rauchway，第242–244頁.
237. ↑  Korzi，第281頁.
238. ↑  Phillips，第156–157頁.
239. ↑  Phillips，第163–164頁.
240. ↑  Phillips，第154頁.
241. ↑  Phillips，第99頁.
242. ↑  Morgan，第468頁.
243. ↑  Morgan，第473頁.

## 外部連結
- 威廉·麦金莱－美國國會國家人物傳記大辭典
- Essay on William McKinley and shorter essays on each member of his cabinet and First Lady from the Miller Center of Public Affairs
- William McKinley: A Resource Guide（页面存档备份，存于）－國會圖書館
- McKinley Assassination Ink: A Documentary History（页面存档备份，存于）
- William McKinley Presidential Library and Memorial（页面存档备份，存于）
- William McKinley的作品  - 古騰堡計劃
- William McKinley（页面存档备份，存于）－C-SPAN美國總統：生平肖像
- Q&A interview with Scott Miller on The President and the Assassin, June 22, 2011（页面存档备份，存于）

| 前任： 格罗弗·克利夫兰 | 美国总统 1897年－1901年 | 繼任： 西奥多·罗斯福 |